# José Maurício Nunes Garcia
José Maurício Nunes Garcia (Rio de Janeiro, 22 de setembro de 1767 – 18 de abril de 1830) foi um padre católico, professor de música, maestro, multi-instrumentista e compositor brasileiro.  
Mulato, descendente de escravos, nasceu pobre, mas recebeu uma educação sólida tanto em música como em letras e humanidades. Optou pela carreira na Igreja por devoção mas provavelmente também por praticidade, sendo um meio de garantir um futuro decente, especialmente para pessoas de sua condição social. Suas elevadas qualificações artísticas e intelectuais se revelaram cedo e, de certo modo, fizeram a sociedade escravocrata de sua época atenuar as fortes restrições de acesso a posições de prestígio que colocava contra os negros e pardos como ele, mas não o livraram completamente dos infortúnios gerados pelo preconceito.
José Maurício viveu numa fase de grandes mudanças políticas, sociais e culturais, testemunhando a transição entre o Brasil colonial e o Império independente, e entre o Barroco e o Neoclassicismo. Neste período passou-se de um universo cultural que tinha dois séculos de idade e raízes solidamente fincadas no Brasil, baseando-se nos contrastes acentuados, na suntuosidade decorativa e na expressão emocional exaltada, para outro em que houve a recuperação de ideais da Antiguidade, que pregavam o equilíbrio, a clareza e a economia expressiva sob o primado da razão. Sua obra musical refletiria essas mudanças estéticas em uma síntese híbrida e multifacetada, traindo a herança da música colonial brasileira mas absorvendo fortes influências da escola classicista germânica, que viria a dominar sua produção madura. 
Seu apogeu durou apenas cerca de dez anos, iniciando com sua nomeação como mestre de capela da Catedral do Rio de Janeiro no final do século XVIII, e transcorrendo ao longo da primeira parte do período em que a corte portuguesa esteve no Rio. Nessa época, caiu nas graças do príncipe-regente dom João, que foi um grande admirador de seu talento, indicando-o diretor da Capela Real e fazendo-o cavaleiro da Ordem de Cristo. Entretanto, o afamado operista português Marcos Portugal, ao chegar em 1811, imediatamente ganhou o favor da elite e lhe fez guerra constante, ocupando praticamente todo o seu antigo espaço. Isto iniciou sua fase de decadência, ao que parece acelerada por uma saúde em declínio e pela generalizada crise econômica e institucional dos primeiros anos após a Independência do Brasil. Mesmo assim, neste período final compôs algumas de suas obras mais importantes, como o Requiem e o Ofício de Finados (1816) e as missas de Nossa Senhora do Carmo (1818) e de Santa Cecília (1826). Faleceu quase na miséria com pouco mais de sessenta anos, deixando, apesar de ser padre, cinco filhos, que teve com Severiana Rosa de Castro.
Foi talvez o compositor brasileiro mais prolífico de sua época, e hoje é considerado um dos nomes mais representativos da música brasileira de todos os tempos e sem dúvida o mais importante compositor de sua geração. Entretanto, sua posição histórica tem sido interpretada à luz de ideologias divergentes e muitos mitos ainda se prendem à sua figura, que é mais citada pelo folclore que gerou do que realmente conhecida e compreendida de maneira objetiva e crítica. Sobrevivem mais de 240 composições catalogadas, praticamente todas no gênero sacro e vocal, entre missas, matinas, vésperas, motetos, antífonas e outras voltadas para o culto católico, além de umas poucas modinhas e peças orquestrais e dramáticas, bem como uma obra didática, e outro tanto foi perdido. Fez renome também como professor de música e instrumentista, elogiado sobretudo pelas suas qualidades como improvisador e acompanhador ao teclado.

## Vida

### Primeiros anos
Nascido em 22 de setembro de 1767, José Maurício teve como pais o alfaiate Apolinário Nunes Garcia, natural da Ilha do Governador, e Vitória Maria da Cruz, oriunda de Minas Gerais, que haviam se casado em 1762 na Igreja de Santa Rita de Cássia. Ambos eram mulatos, filhos de mães escravas e pais brancos, e segundo a lei da época deveriam ser também escravos, mas haviam sido libertos. Testemunhos da época os declaram "sempre bons católicos, vivendo com muita decência", e o pai ganhara respeito em sua profissão. O músico nasceu na Rua da Vala, atual Rua Uruguaiana, sendo batizado na Catedral em 20 de dezembro do mesmo ano.
Diz a tradição que desde cedo revelou talento para a música, mas pouco se sabe sobre seus primeiros anos. Manuel de Araújo Porto-Alegre, seu contemporâneo e um dos seus primeiros biógrafos, disse que tinha "desde a mais tenra infância belíssima voz e cantava admiravelmente", e teria sido dotado de "prodigiosa memória", podendo "reproduzir fielmente tudo quanto ouvia executar". Sua trajetória, entretanto, não foi tranquila. Aos seis anos perdeu o pai e passou a ser criado pela mãe com a ajuda de uma tia. As duas mulheres, simples lavadeiras, perceberam o interesse do menino pela música e trabalharam duro para custear as aulas particulares com o professor Salvador José de Almeida Faria, músico mineiro que trazia na bagagem a tradição tardo-barroca e proto-classicista da Escola de Minas e era um antigo amigo da família. O ensino que o jovem recebeu era sólido, o que se revela na correção da sua primeira composição conhecida, uma antífona para a Catedral do Rio de Janeiro, Tota pulcra es Maria (1783), composta aos 16 anos. Provavelmente nesta época cantava no coro da Catedral. Em 1784 participou da fundação da Irmandade de Santa Cecília, sendo um dos seus membros mais jovens, o que também atesta seu bom preparo. A admissão lhe dava o direito de ensinar música, e a docência passou a ser seu principal ganha-pão nesta fase. Esta irmandade, mais que uma agremiação de amantes da música, por algum tempo monopolizou a prática no Rio, atuando quase como um sindicato profissional e vedando a outros músicos o desempenho do ofício se não ingressassem em suas fileiras.

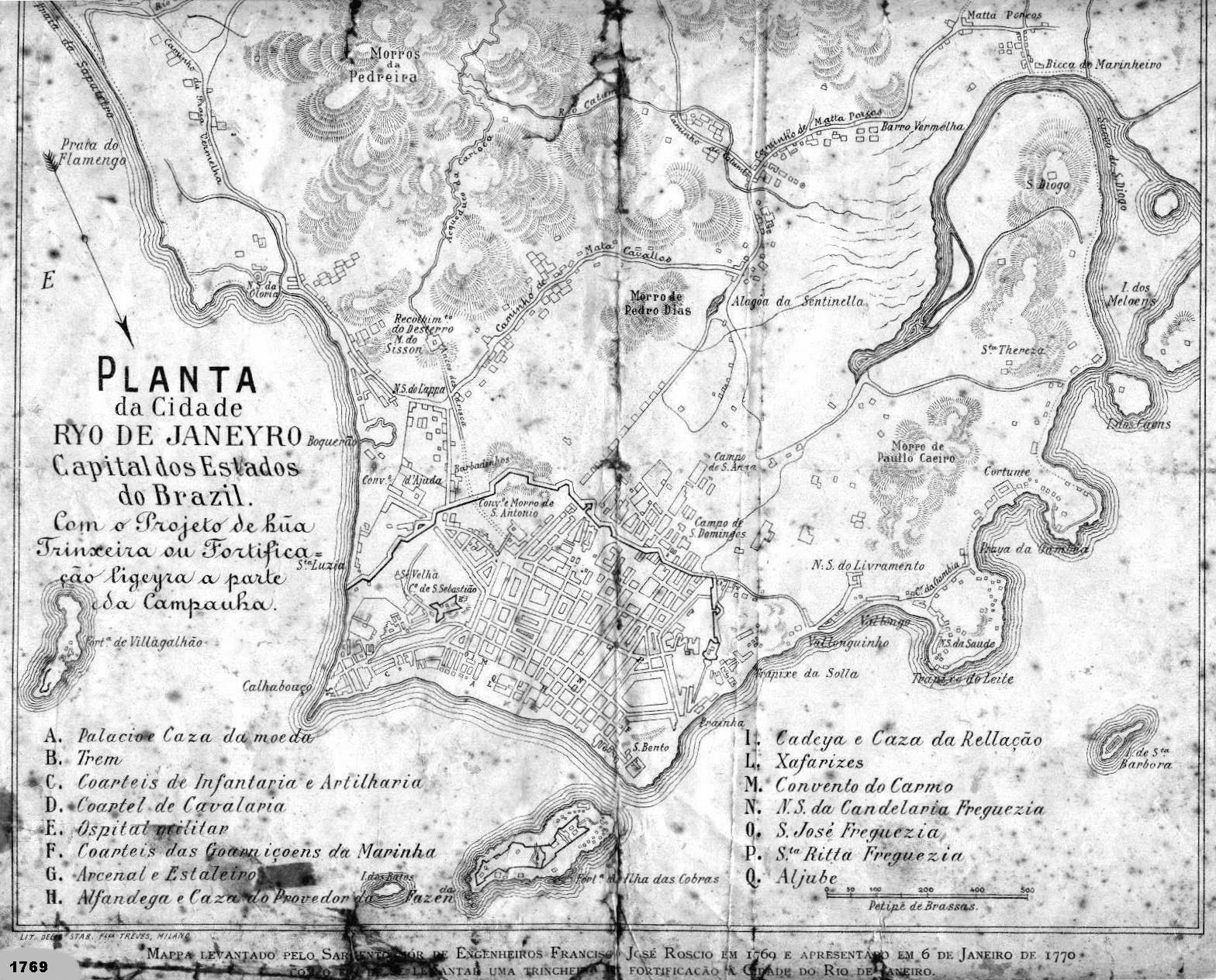
Planta do Rio em 1769, de Francisco João Roscio.

Quando José Maurício nasceu, a cidade do Rio poucos anos antes havia se tornado capital da colônia, sucedendo Salvador, e passava por uma fase de modernização, sendo dotada de novas avenidas e embelezamentos, mas ainda era uma urbe bastante provinciana, cujas festas públicas eram basicamente as do calendário religioso e mesmo celebrações civis em geral contavam com a forte participação da Igreja. Porém, a transformação em capital começou a atrair para lá artistas e intelectuais de conceito, as irmandades religiosas tinham mais um motivo para acirrar sua tradicional competição organizando liturgias com música de qualidade e melhorando suas orquestras. O vice-rei, o marquês do Lavradio, procurou dar mais variedade ao ambiente e formar uma elite ilustrada, incentivando as Aulas Régias e a Academia Científica e ordenando a construção de um novo teatro, onde se iniciaram apresentações de espetáculos variados franqueadas ao povo, que incluíam comédias, dramas, mascaradas e até algumas óperas de compositores afamados na Europa, como Paisiello, Jommelli e Cimarosa, mas as encenações ainda eram muitas vezes amadorísticas. Provavelmente, em sua juventude, José Maurício entrou em contato com este centro de cultura, que era o maior da cidade, e pode ter participado de algumas apresentações. Pelo que dizem seus primeiros biógrafos, nunca teve condições de adquirir um cravo ou pianoforte para exercitar-se, fazendo seus estudos práticos com uma viola de arame e tendo acesso a instrumentos de tecla somente em casas de alunos. Também diz a tradição que nunca teve professores de teclado, descobrindo seus segredos por conta própria, mas parece difícil que não tenha contado pelo menos com uma orientação informal de seus muitos amigos músicos profissionais, especialmente no que diz respeito ao aprendizado do órgão, instrumento de grande complexidade.
Para completar sua formação, frequentou as Aulas Régias, recebendo preparo em História, Geografia, Francês, Italiano, Grego, Latim e Retórica Sacra e Profana com o padre Elias, e Filosofia Racional e Moral com o doutor Agostinho Corrêa da Silva Goulão, formado em Coimbra. Porto-Alegre refere que seu progresso foi muito rápido, dizendo que em pouco tempo seus mestres o consideraram capaz de substituí-los em suas cátedras. Goulão teria materializado o convite, mas José Maurício teria declinado, optando pela dedicação à música e à Igreja.
Em 5 de janeiro de 1791, iniciando sua preparação para o sacerdócio, solicitou a abertura do processo para habilitação aos exames sinodais. Como era praxe, foi feito um inquérito para atestar seu bom caráter e seu pertencimento a uma família respeitável. Sua reputação como bom católico e pessoa de hábitos dignos, mais sua qualificação intelectual, permitiram que fosse dispensado da exigência de possuir "sangue limpo", necessária para a ordenação numa sociedade escravocrata e preconceituosa, onde ter sangue negro era um impedimento para uma carreira eclesiástica e mesmo mundana bem sucedida. Mas havia outra exigência, a de possuir patrimônio. Graças à generosidade do comendador Tomás Gonçalves, seu amigo e protetor, recebeu em doação uma casa na Rua das Marrecas, preenchendo assim todos os requisitos para habilitação. Em 7 de setembro ingressou na Irmandade de São Pedro dos Clérigos, compondo para ela três Te Deums. Em 17 de dezembro, já subdiácono, inscreveu-se para a segunda etapa dos exames, e em 3 de março de 1792 foi ordenado padre, rezando sua primeira missa no Palácio da Conceição, residência do bispo.
Seu ingresso na Igreja pode ter sido fruto de uma devoção autêntica, tendo sido atestado pelos seus primeiros biógrafos como um católico sincero desde pequeno, mas de acordo com Vasco Mariz, no contexto da época, e considerando suas origens humildes e desabonadoras como filho de pardos forros, deve ter sido, talvez principalmente, uma opção de fundo eminentemente prático, sendo uma carreira que possibilitava obter estabilidade financeira e, com alguma sorte e talento, também prestígio e influência, além de abrir muitas portas no mundo secular. Ao mesmo tempo, o tradicional cultivo da música pela Igreja deve ter sido um outro atrativo forte para que escolhesse este caminho. Sua ascensão na Igreja foi também incomumente rápida. A rápida dispensa do seu "defeito de cor" é um indicativo de que nesta época já tinha prestígio entre o clero, e o bispo do Rio, dom José Caetano da Silva Coutinho, declarou que ele era um dos mais ilustrados sacerdotes de sua diocese, tornando-se seu amigo e o introduzindo no círculo de intelectuais que frequentavam os saraus literários e filosóficos que mantinha em seu palácio, e que incluíam o marquês de Maricá e o padre Caldas, entre outros.
Novas obras apareciam em um ritmo regular, e em algumas das principais peças de vulto desta fase inicial, como a Sinfonia Fúnebre (1790), que lhe trouxe significativa fama e consolidou seu prestígio como compositor, já daria sinais de possuir uma voz própria. Foi nomeado professor público de música em 1795, abrindo uma escola em sua própria casa. A escola era, no entanto, paupérrima, dispondo apenas de sua viola de arame para a prática. Não obstante, ali receberiam sua primeira instrução músicos que mais tarde fariam renome, como Francisco Manuel da Silva, Cândido Inácio da Silva e Francisco da Luz Pinto. O ensino tinha como objetivo primário formar músicos para as cerimônias da Catedral, era gratuito e liberava os alunos da obrigação de prestarem o serviço militar.

### Apogeu

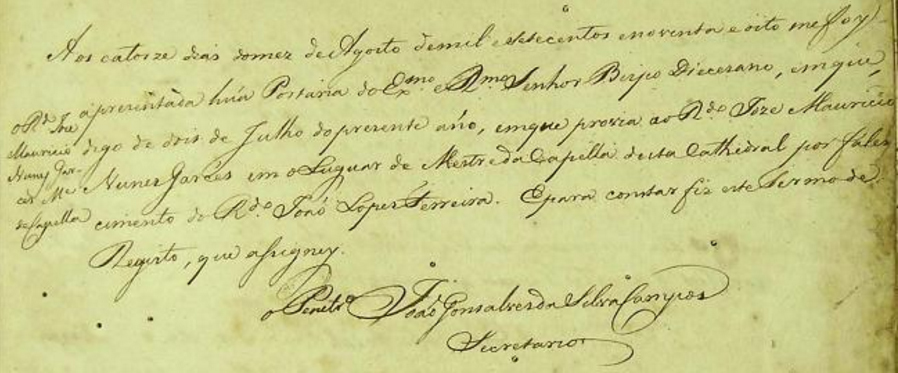
Registro de nomeação de José Maurício como mestre de capela da Catedral do Rio.

Em 1798 recebeu licença para pregar e foi indicado mestre de capela da Catedral, substituindo o idoso cônego Lopes Ferreira no cargo mais prestigiado a que poderia ambicionar qualquer músico brasileiro do século XVIII, e que manteria até o fim de seus dias. Na época, servia como Catedral a atual Igreja de Nossa Senhora do Rosário e São Benedito. Como mestre de capela, José Maurício compunha novas obras e dirigia os músicos e cantores nas cerimônias, além de atuar como organista, mas ele já compunha peças para esta igreja mesmo antes de ser designado para a função. São conhecidas 32 partituras para uso litúrgico compostas até a data de sua posse, incluindo várias antífonas, salmos e graduais, as vésperas das Dores, de Nossa Senhora e dos Apóstolos, um magnificat, dois misereres e outras peças para a Semana Santa. Em 1799 ingressou na irmandade ligada a esta igreja.
Em seus primeiros anos na posição de mestre de capela recebia uma côngrua substancial de 125$000 réis. O prestígio inerente à função fez com que recebesse numerosas encomendas de irmandades, e o capacitava para concorrer na arrematação das obras encomendadas pelo Senado da Câmara para celebrações que não estavam incluídas no calendário oficial da Sé, como as festas de São Sebastião, Corpus Christi, São Francisco de Borja e da Visitação de Nossa Senhora, bem como as de casamentos, batizados e óbitos na família real e as posses dos vice-reis na colônia. Essas encomendas, contudo, eram irregulares, e com o seu salário o compositor devia pagar os músicos para a execução das obras. Pouco depois foi contratado pelo Senado em caráter estável, recebendo o salário de 102$400 réis, excluídos os custos de contratação de músicos. Para o Senado deixou várias peças, como as Matinas de Natal e seu primeiro Requiem. Porém, surgiriam vários atritos com o Senado por questões financeiras, e o contrato seria desfeito em 1811.
Entre 1802 e 1804 aperfeiçoou sua formação, recebendo aulas de retórica com Manuel Inácio da Silva Alvarenga, um dos fundadores da Sociedade Literária, difusora das ideias do Iluminismo e ligada aos inconfidentes mineiros. O contato do padre com os membros desta Sociedade pode ter sido importante para seu aprimoramento intelectual, mas é discutível que ele tenha participado de suas reuniões. Ela foi dissolvida em 1794 por ameaçar os interesses da Coroa e seus integrantes foram presos, sendo libertados somente em 1797. Dos frutos do seu estudo com Alvarenga restam testemunhos de época sobre seus excelentes dotes como orador e pregador, e o registro de que teria composto cinco sermões em prosa, que foram perdidos.

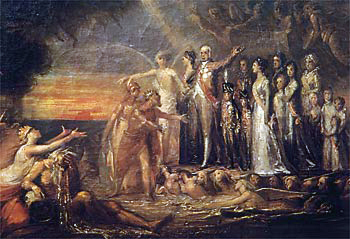
Alegoria da chegada de D. João ao Brasil, onde se enfatiza simbolicamente seu papel civilizador.

A partir de 1808 a chegada da Família Real Portuguesa influiria diretamente na vida do compositor. Devido a reformas por que passava a primeira Catedral, assumiu esta função provisoriamente a Igreja de Nossa Senhora do Monte do Carmo. Segundo uma tradição, foi ali que o príncipe-regente dom João, ao desembarcar, ouviu encantado um Te Deum de sua autoria, sendo o primeiro contato entre ambos.
A presença da corte transformou a vida da cidade e por extensão de toda a colônia. O Rio recebeu várias melhorias urbanas e foram fundadas uma série de instituições que organizaram o território nacional e alavancaram um rápido progresso em várias frentes, como a Biblioteca Nacional, a Imprensa Régia, o Jardim Botânico, a Academia de Belas Artes e o Museu Nacional e, a mais importante para o compositor, a Capela Real. Outras audições que Dom João fez de suas composições convenceram-no a nomear José Maurício inspetor de música e organista da Capela Real, com o substancioso ordenado de 600$000 réis, estando incluída a obrigação de compor novas obras e reger as cerimônias. A Capela funcionou inicialmente na Igreja do Carmo, que por determinação real acumulou em definitivo também a função de Catedral. Porém, com a corte veio também a maioria dos ministros da Sé Patriarcal de Lisboa. Na reorganização do Cabido Metropolitano do Rio, que deveria incorporar esses recém-chegados, os cônegos portugueses tentaram excluir os cônegos residentes por serem brasileiros, e afastar José Maurício do posto de mestre de capela por ser mulato, atributo que pensavam incompatível com uma igreja que deveria servir de Capela Real e receber a presença do príncipe, a quem não se deveria dar "o desgosto de encontrar nela alguma pessoa com defeito físico visível", uma clara alusão à cor da sua pele.

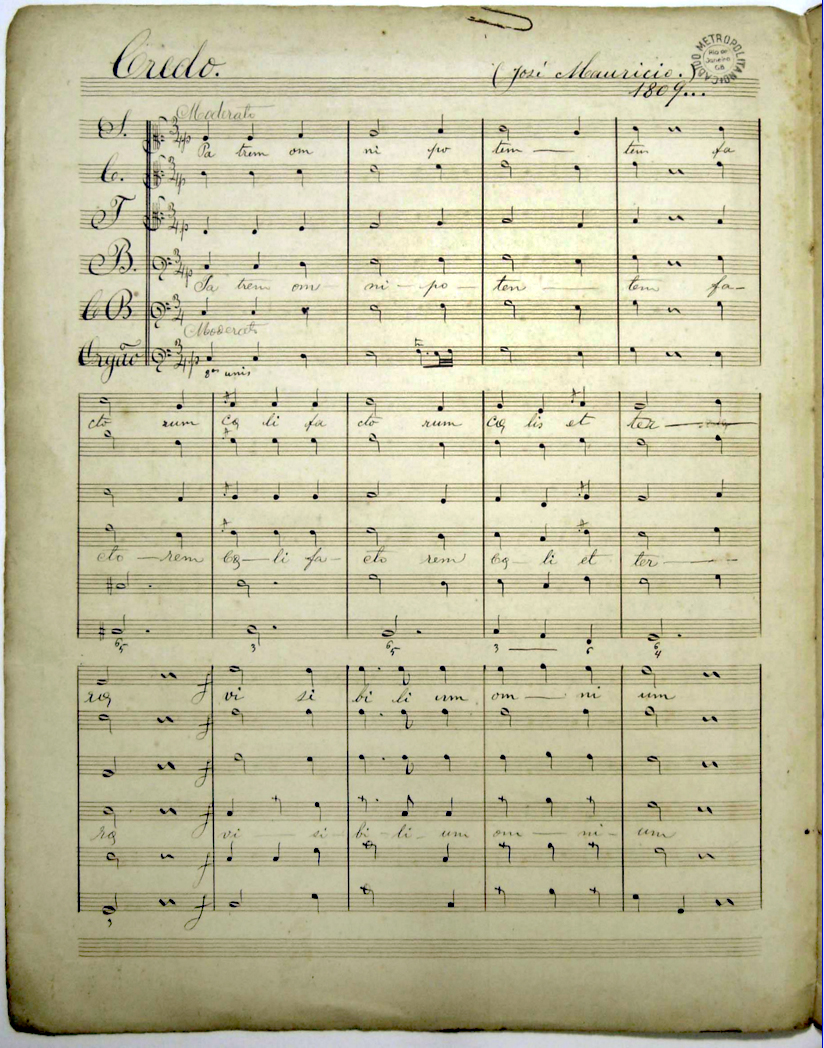
Abertura da seção Patrem omnipotentem do Credo da Missa de São Pedro de Alcântara em dó maior.

A manobra não resultou, e José Maurício continuou no cargo. O príncipe era um notório amante da música, reconheceu logo o talento do padre mulato e teve especial preocupação de dotar a Capela Real com um corpo de músicos e cantores recrutados entre os melhores da Europa, tornando-a uma das melhores instituições musicais da América de seu tempo. Com esta base sólida estabelecida, a Capela deu condições para José Maurício aprofundar seu trabalho e enriquecer seus conhecimentos, pois além de possibilitar apresentações de alta qualidade, dom João trouxera uma grande biblioteca de partituras e tratados musicais, através da qual o padre, também nomeado seu arquivista, conheceu obras importantes de notáveis mestres em atividade na Europa, como Mozart e Haydn, aperfeiçoando sua técnica de instrumentação e sua escrita vocal. Além disso, seus dotes de oratória lhe valeram a indicação para o posto de Pregador Régio da Capela. Somando-se a essas atividades, dirigia apresentações na Real Fazenda de Santa Cruz, na zona rural do Rio, uma antiga escola onde os jesuítas haviam fundado um coro de excepcional qualidade, integrado apenas por escravos. Para a Fazenda ele escreveria diversas composições. Suas múltiplas funções oficiais exigiam muito esforço, prejudicando sua saúde.
O período entre 1808 e 1811 foi o mais produtivo, durante o qual compôs cerca de setenta obras para várias funções sacras e solenidades, destacando-se por exemplo as duas missas São Pedro de Alcântara (1808 e 1809), o Te Deum para as Matinas de São Pedro (1809), um Stabat Mater composto sobre um tema cantado por D. João (1809), o moteto Judas Mercator Pessimus (1809), o moteto Ecce Sacerdos a 8 vozes (1810) e o Magnificat das Vésperas de São José (1810), a Missa Pastoril para a Noite de Natal, a Missa em mi bemol e um Te Deum em dó maior, todos de 1811. Segundo Ricardo Bernardes, a obra principal desta fase é a Missa de Nossa Senhora da Conceição (1810), uma das mais complexas de sua carreira e um atestado de sua plena maturidade como compositor. Desta época também são suas composições dramáticas, como Ulissea Libertada, Drama Eroico (1809), alusivo à vitória portuguesa na primeira invasão do Reino, e O Triunfo da América, apresentado no aniversário de D. João de 1810, que coincidiu com o casamento de sua filha, a infanta Maria Teresa.

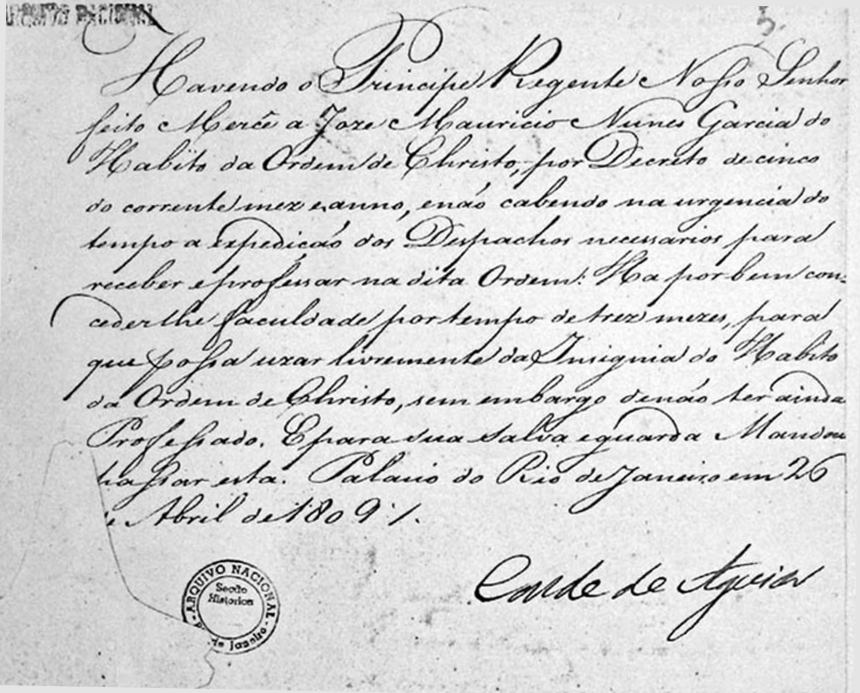
Registro de nomeação de José Maurício Nunes Garcia para o Hábito da Ordem de Cristo, assinado pelo Conde de Aguiar.

Em 1809, num arroubo de entusiasmo após ouvir o padre cantar e acompanhar-se ao cravo peças de Mozart e Cimarosa, D. João outorgou-lhe a Ordem de Cristo no grau de cavaleiro, sinal da grande estima que tinha pelo músico. Esta estima o dispensou de certos requisitos para a admissão à Ordem, que incluíam a exigência de "sangue puro", e permitiu que ostentasse a insígnia antes mesmo da formalização do processo. A nomeação lhe garantia ainda uma tença de 32$000 réis mensais, o que reforçava suas finanças, sempre precárias por causa do pagamento irregular de seu salário, que às vezes sofria grandes atrasos e o obrigava a fazer repetidos empréstimos emergenciais. A cerimônia de ordenação formal teve lugar em 17 de março de 1810, havendo por padrinhos o frei José Marcelino Gonçalves e Francisco José Rufino de Sousa Lobato, barão de Vila Nova da Rainha. Apesar do apoio régio, o músico não escapou do preconceito que lhe dirigiam membros da corte, do novo Cabido e mesmo da Capela Real, que o condenavam por ser mulato e por não ter frequentado os conservatórios de Lisboa.
Mas este período de grande florescimento artístico durou pouco. Em 1811 chegou à corte Marcos Portugal, o compositor português mais célebre do seu tempo, que tinha suas obras apresentadas em vários países da Europa. A fama do recém-chegado, já conhecido por D. João em Lisboa, levou o príncipe a preferi-lo na encomenda de novas obras e na condução das apresentações. Fontes da época informam sobre a grande animosidade que Portugal dirigia ao rival brasileiro, e sobre as variadas maneiras que encontrou para afastá-lo definitivamente da cena musical carioca. Segundo Vasco Mariz, José Maurício não chegou a ser demitido de seu posto, e o rei, a par das intrigas de Portugal, tentou minimizar seu impacto, confirmando o salário do padre e encomendando algumas peças esporádicas, mas suas obrigações como compositor principal cessaram e ele passou a reger somente cerimônias de pouca expressão, pelas quais Portugal não demonstrava interesse, iniciando-se o seu ocaso. No mesmo ano, seu contrato com o Senado da Câmara foi terminado, privando-o de uma importante fonte de renda e agravando sua situação econômica já desequilibrada; também foi afastado do cargo de compositor da Irmandade de São Pedro dos Clérigos. Ao fim de um ano de extrema tensão, estava doente. No ano seguinte não produziu quase nada, foi afastado do posto de organista da Capela, seu salário estava atrasado novamente e ele se encontrava endividado.

### Últimos anos
Em 1813 parecia recuperado. A Irmandade de Nossa Senhora do Carmo o fez compositor oficial e encomendou-lhe dois salmos, e a dedicatória que o autor escreveu é manifestamente alegre e até humorística. Também deste ano são as Matinas da Assunção e a Missa Pequena. Essas peças, em relação às grandiosas obras da fase anterior, são bem mais modestas tanto nas exigências vocais como nas instrumentais. Nos anos seguintes produziria diversas outras, destacando-se as Matinas do Apóstolo São Pedro e a Novena do Apóstolo São Pedro, que comemoram o retorno do papa Pio VII a Roma após ter sido aprisionado em Savona por Napoleão, mas ao que parece elas não chegaram a ser executadas.
Em 1816, nas comemorações pela elevação do Brasil à condição de Reino Unido a Portugal e Algarves, dirigiu um Te Deum na Igreja dos Terceiros de São Francisco de Paula. No mesmo ano faleceu a rainha D. Maria I. Após comparecer à cerimônia de sepultamento, voltando para sua casa, assistiu ao falecimento de sua própria mãe, com quem sempre vivera. Seu famoso Requiem de 1816 foi composto para honrar a memória de D. Maria e foi executado na Igreja do Carmo, mas sua intensidade dramática mostra que a lembrança de sua mãe estava presente. Disse o barão de Taunay, seu contemporâneo, que fora escrito "entre lágrimas". No mesmo ano chegaria à corte o compositor austríaco Sigismund Neukomm, que estabeleceu uma forte amizade com o brasileiro. Ele tinha grande interesse pela produção da escola vienense de Mozart e Haydn e presenteou o padre com cópias de importantes partituras desses mestres. A partir desta colaboração, José Maurício dirigiu a estreia brasileira do Requiem de Mozart. Foi programada uma apresentação do oratório A Criação de Haydn, que aparentemente não se concretizou, mas José Maurício compôs dois salmos inspirados na obra, que deixaria sinais de sua influência em outras composições tardias. Em 1817 estava novamente endividado e havia perdido sua casa, onde também mantinha sua escola de música, mas após suplicar por ajuda ao agora rei dom João VI obteve uma aposentadoria, permitindo que se alojasse em uma nova residência na Rua de São Jorge. A doença de Marcos Portugal no ano seguinte ofereceu a oportunidade para José Maurício trabalhar em encomendas importantes, entre elas uma novena e uma missa para festa de Nossa Senhora do Carmo, cuja execução contou com músicos da Capela Real, a Missa da Degolação de São João Batista para a capela do Palácio da Quinta da Boa Vista e três motetos para a Fazenda de Santa Cruz, para onde o rei se retirou após sua tardia aclamação, sendo acompanhado pelo compositor.

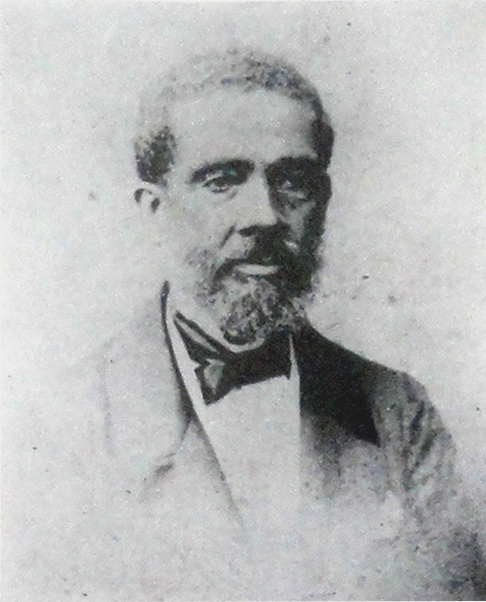
O doutor José Maurício Nunes Garcia Junior.

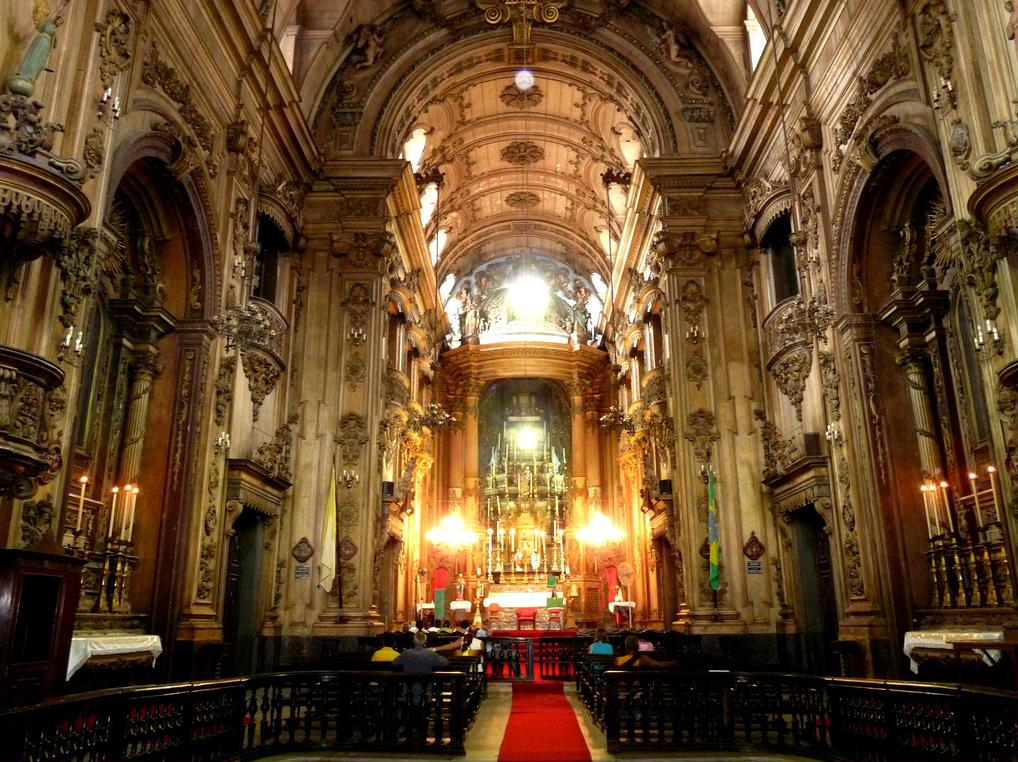
Interior da Igreja do Santíssimo Sacramento, onde, em local ignorado, devem repousar os despojos do padre músico.

O empobrecimento da vida cultural do Rio após o retorno de D. João a Portugal em 1821 e a crise financeira, política e institucional da nação depois da Independência do Brasil em 1822 colaboraram para uma sensível redução na sua atividade, agravada por uma saúde que há anos não vinha muito boa e agora se tornava ainda mais frágil. O novo monarca, o imperador D. Pedro I, apesar de ter sido seu aluno e demonstrar-lhe simpatia, alegando a necessidade de economia cancelou sua pensão, e suas finanças entraram em colapso. Fez um apelo direto ao imperador, mas não obteve resposta. Em 1822 fechou sua escola de música e depois sua produção se tornou rara, mas em 1826 compôs a Missa de Santa Cecília, sua última e uma das melhores obras. Regeu-a em 22 de novembro do mesmo ano, sua última aparição à frente de uma orquestra. No mesmo ano falecia em Portugal o rei dom João.
Em 1828 iniciou um processo para reconhecimento de um filho natural. Apesar do obrigatório voto de celibato imposto ao clero, no início do século XIX José Maurício mantivera uma relação estável com Severiana Rosa de Castro, nascida em 1789, parda forra, filha do português João de Castro Moreira e da escrava Andreza Maria da Piedade, gerando com ela cinco descendentes: Apolinário José (1807), José Apolinário (1808); Josefina (1810), Panfília (1811) e Antônio José (1813, ano em que o casal se separou). José Apolinário seria o único reconhecido pelo pai, e quando isso aconteceu mudou seu nome para José Maurício Nunes Garcia Junior. Ter gerado prole era um fato embaraçoso para um padre que subira a uma alta posição, e isso possivelmente contribuiu para o ostracismo a que foi submetido a partir da chegada de Marcos Portugal. No mesmo ano de 1828 José Maurício renunciou ao hábito da Ordem de Cristo em favor do Junior. Os outros filhos não foram reconhecidos porque, diante do tabelião que deveria lavrar sua nova certidão, o Junior jurou que salvo o pai não tinha parentes até o quarto grau. Há sugestões de que havia um conflito entre os irmãos, mas Cleofe de Mattos questionou se o pai teria efetivamente assinado um documento com estes termos. Trinta anos mais tarde este filho, já um respeitado médico, deixou uma declaração de interpretação difícil, onde parece dizer que a certidão não fora autenticada pela falta da assinatura do pai. Ele também escreveu sobre os últimos anos do pai, falando de sua frustração, de um envelhecimento precoce e de doenças crônicas que perturbaram sua produção e paz de espírito.
Depois de trabalhar na revisão da Missa de Santa Cecília e ocupar-se com a escrita de algumas obras teóricas e pedagógicas, José Maurício faleceu em 18 de abril de 1830, quase em total miséria, tendo vivido nestes anos em uma casinha de porta e janela. A Irmandade de Santa Cecília assumiu a responsabilidade pelos ritos de encomendação do corpo, executados com solenidade, sendo sepultado no claustro da Igreja de São Pedro, conforme seu desejo, ao som da Sinfonia Fúnebre de sua autoria, interpretada por seus amigos. Sua morte passou quase despercebida, e apenas o Diário Fluminense publicou um breve obituário. Seus restos mortais foram transferidos mais tarde para a Igreja do Sacramento, mas não foi instalada lápide e sua localização depois foi esquecida. Sobrevive no Instituto Histórico e Geográfico Brasileiro uma máscara mortuária extraída por Araújo Porto-Alegre na ocasião de seu falecimento, que preserva suas reais feições.

## Obra

### Visão geral
O padre José Maurício floresceu numa época crítica para a história brasileira. O Rio de Janeiro, pouco antes da chegada da corte portuguesa, culturalmente em nada se distinguia dos demais grandes centros nacionais (Salvador, Recife, Minas Gerais e São Paulo). A presença da corte mudou esta situação radicalmente e de improviso, atraindo todas as atenções e passando a ser o centro de irradiação de estéticas novas, nomeadamente o Neoclassicismo, já favorecido na metrópole lusitana, com o consequente abandono da tradição barroca e rococó, que até então continuava a exercer grande influência em toda a colônia brasileira. É certo que a tradição ancestral não foi erradicada imediatamente, mas, dali em diante, o patrocínio oficial à vertente neoclássica, reforçada pela atividade da Missão Francesa e outros artistas, desencadeou um rápido declínio para a estética antiga. José Maurício foi, portanto, um personagem de transição.

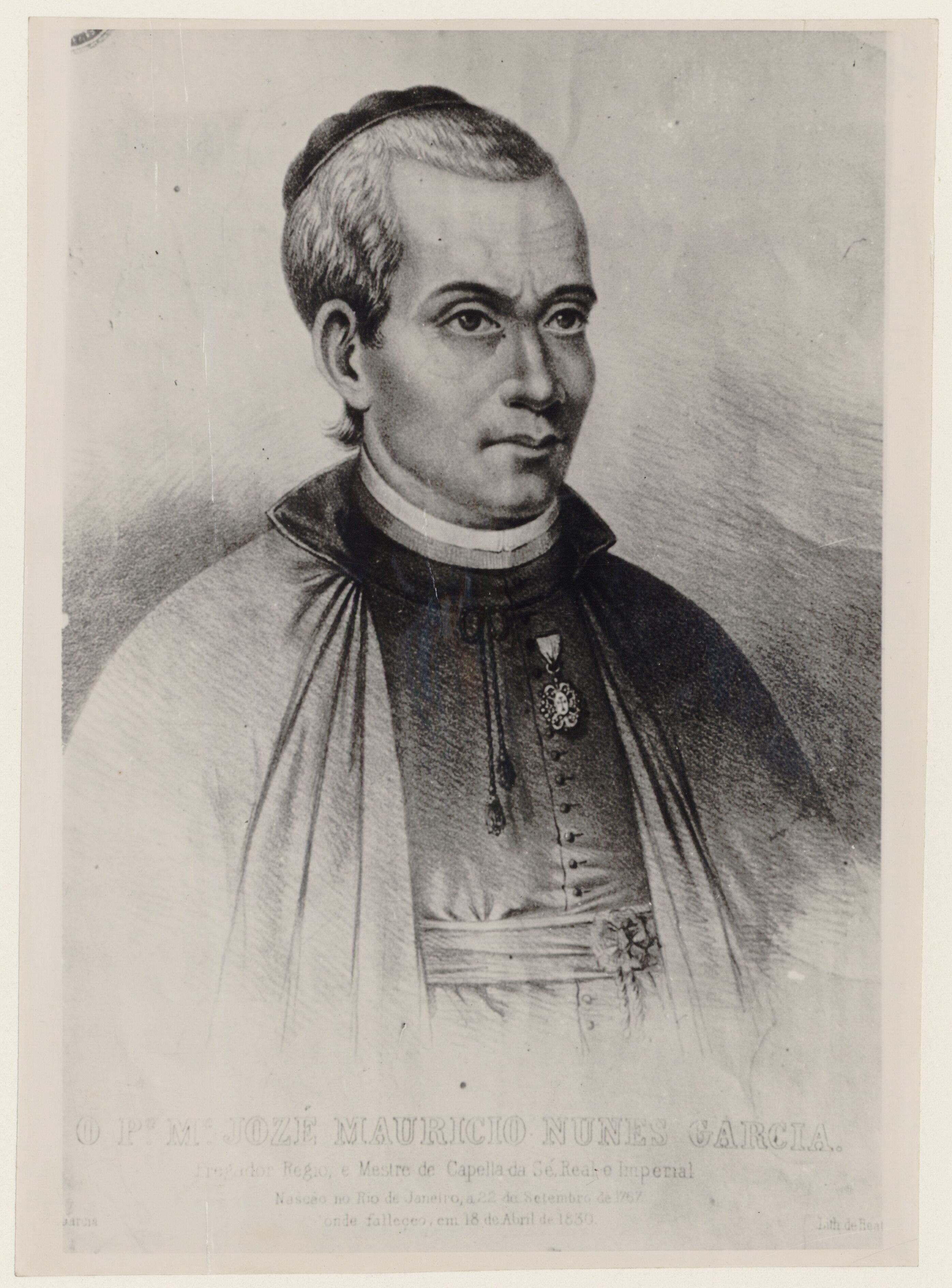
Retrato de José Maurício, litografia no acervo da Biblioteca Nacional da França.

Teve uma formação sólida em música, e depois de ter acesso à biblioteca musical dos Bragança, trazida da Europa por dom João, ampliou notavelmente seus conhecimentos sobre a música internacional de seu tempo e de períodos anteriores. Porto-Alegre testemunhou que era capaz de dissecar tecnicamente qualquer composição "como um retórico analisa uma oração", e de descobrir qualquer trecho que fizesse citação ou paráfrase de outros autores: "Senhor de uma prodigiosa memória, possuía a mais vasta erudição musical que é possível; nada lhe escapava: imitação ou furto, ele indicava, e logo a obra e o lugar preciso". Ao mesmo tempo, numa praxe comum em sua época, é frequente em seu trabalho o aproveitamento de material antigo em obras novas, bem como o uso de motivos de outros compositores.
Compôs cerca de 240 obras conhecidas, em sua esmagadora maioria no gênero sacro. Muitas outras se perderam, e as estimativas do total de suas composições variam entre 400 e 600 obras. Analisada pelo conjunto, sua produção mostra uma grande variedade de técnicas e formas, que atestam tanto sua habilidade para interpretar a tradição com originalidade, frequentemente de maneiras muito distantes da esperada ortodoxia, quanto sua capacidade de assimilar inovações e sua situação estilística transicional, utilizando arcaísmos ao lado de soluções progressistas, num hibridismo que não está livre de tensões, e que constituiu uma síntese inédita no Brasil. Disse o musicólogo e compositor Harry Crowl que ele foi o autor mais importante das Américas durante o período colonial, "não só em função da quantidade e qualidade da sua obra, mas também do seu estilo bastante pessoal, em que fundiu o estilo maneirista da polifonia portuguesa do século XVII Ver nota  com a homofonia clássica, e que caracteriza suas obras anteriores a 1809. Subsequentemente, ele incorporou em suas obras o estilo operístico introduzido no Brasil após a chegada da família real em 1808, criando por conseguinte um estilo bastante eclético, diferente de tudo o que havia naquela época no Brasil". Porém, algumas peças da sua fase cortesã revelam sinais da pressa e têm uma qualidade relativamente baixa, estando o autor sempre sob pressão para produzir obras novas e de grande envergadura em um ritmo acelerado.
Antes do período cortesão suas composições se ressentem da escassez de recursos humanos e técnicos do ambiente, e diversas peças traem a indisponibilidade de instrumentistas, forçando-o a adotar soluções fora da ortodoxia como acompanhamentos reduzidos ao órgão ou às madeiras. Mais tarde, dispondo dos recursos da Catedral e principalmente da Capela Real, sua instrumentação se enriquece consideravelmente, fazendo uso de toda a pletora da orquestra clássica, e sua escrita se refina. O uso das cordas é onipresente nas obras com orquestra, embora haja variações em sua formação. Madeiras e metais também são presenças assíduas. No primeiro grupo predominam as flautas, clarinetas e fagotes, havendo obras com solos para os dois primeiros instrumentos. No segundo grupo, predominam as trompas e clarins. Oboés e trombones só se encontram na Missa de Santa Cecília.

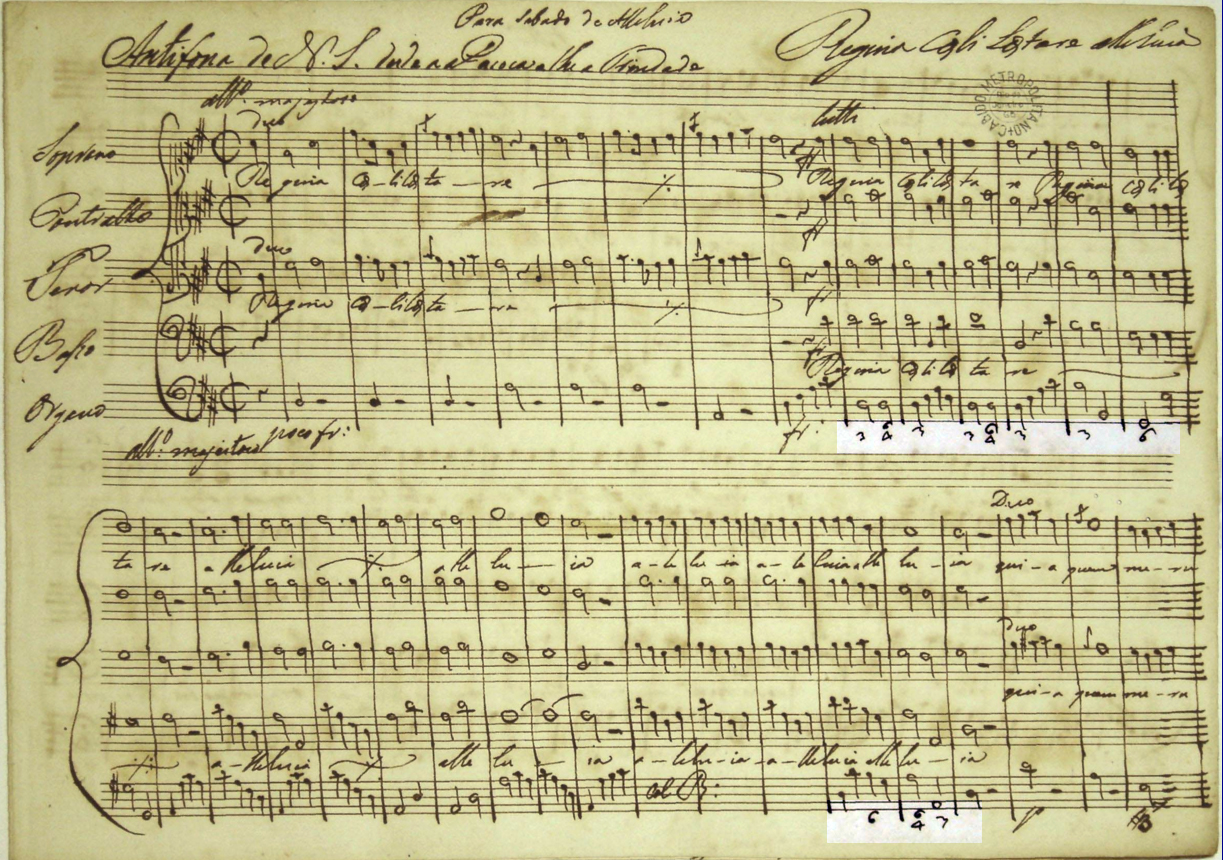
Abertura da Antífona de Nossa Senhora para o Tempo Pascoal em ré maior. As áreas mais claras abaixo da parte de órgão destacam as cifras do baixo contínuo.

Até certo ponto de sua produção fez um uso sistemático do baixo contínuo, um recurso típico do Barroco, onde as vozes intermediárias são escritas em cifras que indicam apenas a harmonia que deve ser obedecida, deixando muita liberdade para o intérprete improvisar as linhas melódicas, mas depois o abandonou em favor da padronização classicista da escrita obbligato, onde as partes são escritas todas por extenso. Por outro lado, o contraponto e a fuga são pouco frequentes em sua obra, acompanhando a vanguarda musical, e na mesma direção apontam seus ensaios na forma de sonata, a estrutura clássica por excelência. As fugas em geral aparecem nas seções Christe e Cum Sancto Spiritu das missas.
Demonstrou possuir um sólido conhecimento dos princípios da retórica musical, sistema desenvolvido no período Barroco a partir da oratória clássica e da teoria dos afetos, onde se associavam determinadas tonalidades a certos estados de espírito específicos, enfatizando a "pintura de palavras", uma técnica de ilustração dos textos através de figuras e fraseados convencionais, que objetivavam dar maior expressividade e veracidade ao discurso musical. Este domínio era indispensável para um compositor de música vocal, que depende fundamentalmente de um texto literário. Eliel Almeida Soares refere que "as estruturas de determinadas músicas, vigentes no Barroco e início do Classicismo se baseavam em uma relação entre os processos contextualizados originários de um cabedal idealizado em constructos literários, permeados sob a égide da linguagem e seus recursos, tais como as figuras e elementos retóricos, fundamentando, assim, a disposição do discurso musical. Tal qual o orador, o objetivo do compositor era mover as paixões do ouvinte. Consciente da eficácia dessa finalidade, José Maurício Nunes Garcia emprega esses artifícios em suas composições". Analisando seu moteto Domine Jesu, o pesquisador exemplifica as técnicas utilizadas:
"O discurso se inicia de maneira suave e reflexiva com a expressão, Domine Jesu (Senhor  Jesus), em Dó menor. Mattheson,  em  seu  tratado  para  orquestra Das  Neueröffnete Orchestre (1713), afirma que essa tonalidade é extremamente suave e, ao mesmo tempo, triste, caso tenha muita doçura, torna-se fastidiosa, porém, na proporção certa, ela conduz a sentimentos de reflexão. José Maurício Nunes Garcia, como hábil compositor, utiliza-se dos recursos retóricos para fundamentar a primeira parte da música, inserindo a aposiopesis Ver nota  nas quatro vozes entre o segundo tempo dos compassos 2 e 4, submetendo as mesmas a um silêncio total, além de dar ênfase à palavra Domine que é repetida em estrutura cordal. Posteriormente, nos compassos 5 e 7, nota-se a synaeresis Ver nota  nas vozes da contralto, tenor e baixo que, entoando duas notas na mesma sílaba, enfatizam tanto a mudança de dinâmica de piano para pianíssimo da linha fraseológica, como as funções harmônicas da tônica e dominante, culminando na cadência autêntica imperfeita. Após o desfecho do exordium, no compasso 8, a narração dos fatos iniciais se dá por meio do diálogo estabelecido pelas vozes da soprano e contralto, repetindo a expressão te desidero (te desejo) em alturas diferentes, configurando uma polyptoton. Ver nota  Igualmente, examina-se que essa figura de repetição melódica é utilizada para destacar a sequência de quintas, as funções harmônicas da tônica, subdominante, dominante relativa (paralela), tônica relativa (paralela), subdominante relativa (paralela) e dominante, como as dinâmicas crescendo, sforzando e piano. [...] O discurso se encerra salientando novamente as últimas palavras do texto, et salvus ero (eu serei salvo). Verifica-se que Nunes Garcia trabalha com a dinâmica pianíssimo em consonância à synaeresis, para dar ênfase ao afeto de confiança, com conclusão numa cadência autêntica imperfeita".
- Moteto Domine Jesu (versão midi)

O grosso de sua produção está nas obras vocais para coro misto de quatro vozes com acompanhamento reduzido ao órgão ou baixo contínuo. Das 241 obras listadas pela musicóloga Cleofe Person de Mattos, sua biógrafa e autora do principal catálogo sobre sua obra, 73 se encontram nesta categoria. Para Cláudio Antonio Esteves, "estas peças revelam um domínio do instrumento vocal e uma criatividade harmônica inusitados, podendo ser utilizadas como objeto de estudo para se aprofundar o conhecimento do pensamento harmônico e da estrutura formal deste compositor". Muitas outras fazem uso deste coro padrão com um rico acompanhamento orquestral, e são raras as composições vocais com coros de mais ou menos partes. A escrita nas peças vocais é quase sempre homofônica e o uníssono entre as vozes é comum. A tradição barroca do contraponto se revela ainda nas 14 composições para coro a capella (em seu sentido estrito), que embora formem um grupo pequeno merecem destaque pela raridade desta formação em seu tempo. 21 outras peças também têm em seu título a designação a capella, mas segundo a prática do tempo usualmente eram executadas com acompanhamento instrumental pelo menos do órgão, dobrando literalmente as partes vocais.

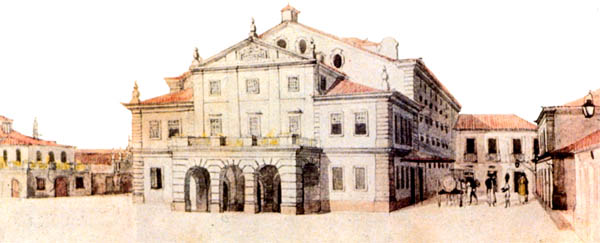
O Real Teatro de São João, onde José Maurício apresentou suas obras dramáticas. Aquarela de Debret.

O estilo vocal profusamente ornamentado derivado da ópera italiana, conhecido como bel canto, que passou a ser privilegiado na corte, mais sua inapetência para a música profana, foram obstáculos para o padre tímido e ingênuo, que desenvolvia um estilo direto e de melodismo simples e sincero que ainda tinha raízes plantadas na tradição antiga, e foram razões importantes para sua música cair de moda rapidamente. No entender de Wilson Martins, a presença de Marcos Portugal "corresponde ao impulso modernizador, europeizante, cosmopolita e, por tudo isso, estrangeiro, que a Missão Francesa havia introduzido nas artes plásticas". Cristina Magaldi pensa na mesma direção, dizendo que o incentivo oficial à ópera italiana, tipificada principalmente por Rossini e interpretada por cantores virtuosos, entre os quais primavam os castrati, além de sinalizar a cultura sofisticada da corte para a população, reforçando sua autoridade, sua modernidade e seu cosmopolitismo, era uma forma de fazer a elite portuguesa, já habituada a este padrão em Lisboa, sentir-se "em casa" mesmo vivendo no exílio. Não admira, assim, o fulgurante sucesso que esta música fez no Rio de Janeiro. Da mesma maneira funcionava o patrocínio à música de vertente alemã, também favorecida antes na metrópole.
Elementos do Classicismo germânico já vinham sendo sistematicamente adotados no Brasil desde fins do século XVIII, de modo que já haviam sido bem assimilados por muitos compositores locais, notadamente os mineiros, e inclusive José Maurício, que foi educado por um representante da Escola de Minas, Entretanto, suas tentativas de adaptação aos princípios do bel canto, que eram mais próprios das óperas profanas do que da música sacra, nem sempre foram muito bem sucedidas, apesar de uma influência italianizante ter sido detectada entre os brasileiros também desde o fim do século XVIII, através da circulação de composições de autores como David Perez e Niccolò Jommelli. É preciso notar que, antes da chegada da corte portuguesa, existia no Brasil muito escassa música profana erudita, eram raríssimos os concertos públicos e as casas de ópera, as que existiam eram modestas, e a maciça maioria dos compositores servia à Igreja e produzia, basicamente para o culto, uma música que em geral tinha uma índole conservadora, e foi nesta tradição que José Maurício nasceu. Para Vasco Mariz, suas tentativas de adaptação à nova escola italiana foram antes uma violência que exerceu contra si mesmo e sua música em busca da aprovação do monarca que admirava, e as composições que escreveu depois da chegada de Marcos Portugal já não possuiriam o fervor religioso espontâneo e tocante que mostram suas obras anteriores.

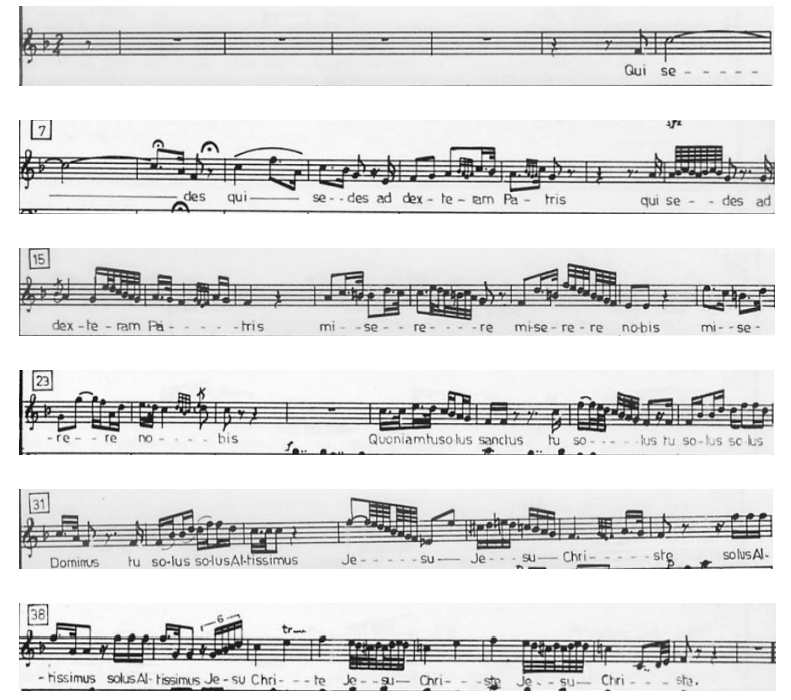
Parte de soprano na seção Qui sedes da Missa Pastoril, mostrando sua rica ornamentação no estilo do bel canto. A parte foi dedicada ao castrato Giuseppe Capranica.

No entanto, os supostos "malefícios" que esta influência possa ter causado sobre sua música não impediram que surgissem aspectos positivos. De acordo com a opinião de Cleofe Person de Mattos, compartilhada com André Cardoso e Adriana Xavier de Almeida, o contato com a ópera italiana levou José Maurício a desenvolver novos recursos técnicos e um novo entendimento do tratamento da voz, e em diversos momentos, como em árias e duetos das Matinas do Apóstolo São Pedro, da Missa de Nossa Senhora da Conceição e da Missa Pastoril para Noite de Natal, esses recursos foram empregados de forma eficiente, aumentando o vigor e o colorido da música. Mattos, porém, também admite que as novidades nem sempre foram bem integradas ao seu estilo anterior. A Missa Pastoril sobrevive em duas versões, uma de 1809, e outra de 1811, a segunda mostrando mudanças na partitura para se adequar à demanda da moda, e é um bom caso de estudo para avaliar seu sucesso com o novo estilo. Outras partituras que sobreviveram trazem indicações para interpretação por virtuosos como Giuseppe Capranica e Antonio Cicconi, ambos castrati, e as passagens a eles destinadas podem ter sido escritas expressamente tendo suas capacidades vocais em vista. Este tipo de adaptação às exigências da moda e dos cantores virtuosos, de fato, desde o início da tradição operística foi uma prática corrente na Europa, adotada por todos os compositores que desejavam alcançar sucesso, incluindo nomes tão respeitáveis como Haendel e Mozart. A história da música entre os séculos XVIII e XIX é rica em exemplos de cantores tão prestigiados que se tornavam ídolos populares, ganhavam remunerações fabulosas e exerciam verdadeira tirania sobre os compositores, definindo muitos dos rumos pelos quais a música seguiu, sendo agentes de grande peso na origem de toda uma nova estética e de uma revolução nas técnicas de cantar e compor. As tradições de canto no Brasil daquele tempo ainda são pouco conhecidas, mas o caso de José Maurício vem se somar a outras evidências de que o modelo europeu mais uma vez se repetiu na colônia.
Um lado menos conhecido de José Maurício é o profano e popular, que se refletiu principalmente nas suas modinhas, um gênero que misturava elementos eruditos e populares e que no início do século XIX se tornou rapidamente muito apreciado em todos os estratos sociais. De acordo com alguns destacados estudiosos como Cleofe de Mattos, esta música deixou traços em sua obra sacra, constituindo os primeiros sinais do nacionalismo musical. Sua casa na Rua das Marrecas se localizava em um conhecido ponto de encontro da boemia carioca, onde os moradores de reuniam nas calçadas para cantar serenatas pelas noites adentro, sendo um ambiente rico em expressões da música popular. A pesquisadora diz:
"Que José Maurício tivesse hábitos seresteiros, há referências em biógrafos contemporâneos seus. Tendência que transparece em muitos trechos de sua obra religiosa, com maior pureza, talvez, do que nessa peça em que ele 'beija a mão' de alguém [referência à sua famosa modinha Beijo a mão que me condena]. Sabe-se que José Maurício ensinava música com o auxílio de uma viola de arame. E que cantava, acompanhando-se nesse instrumento, xácaras e modinhas".

### Principais obras
Devido à escassez de estudos abrangentes sobre sua produção, há pouco consenso a respeito de quais sejam suas obras capitais. Porém, Cleofe de Mattos, Ricardo Bernardes e Carlos Alberto Figueiredo, que estão entre os principais estudiosos de José Maurício, citam entre as maiores as missas da Conceição, de Nossa Senhora do Carmo, de Santa Cecília e a Pastoril, junto com o Requiem e o Ofício de Finados de 1816, e as Matinas de Finados. Por outro lado, há pouca utilidade prática na análise da produção através do critério da forma (missa, antífona, moteto, etc), uma vez que em cada grupo observa-se grande diversidade de soluções. Abaixo se descrevem algumas características genéricas dos grupos principais, com maior detalhamento a respeito das obras destacadas.

#### Ofícios diversos

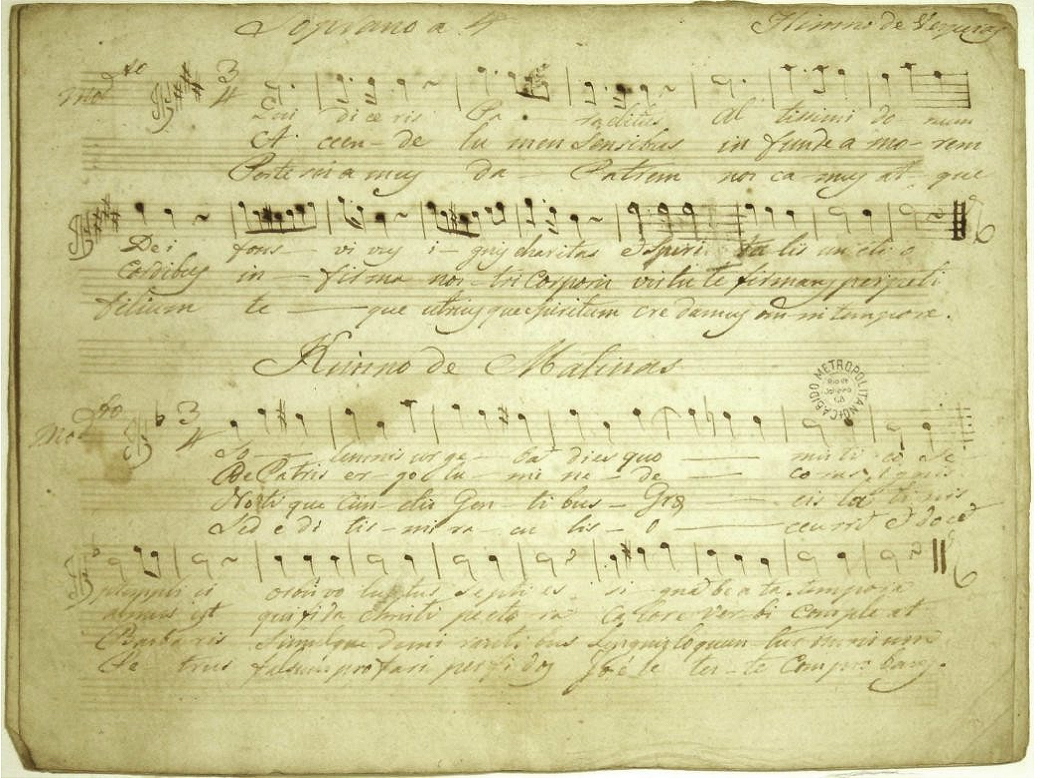
Partitura autógrafa com trecho da parte de soprano do hino de Vésperas Accende lumen sensibus.

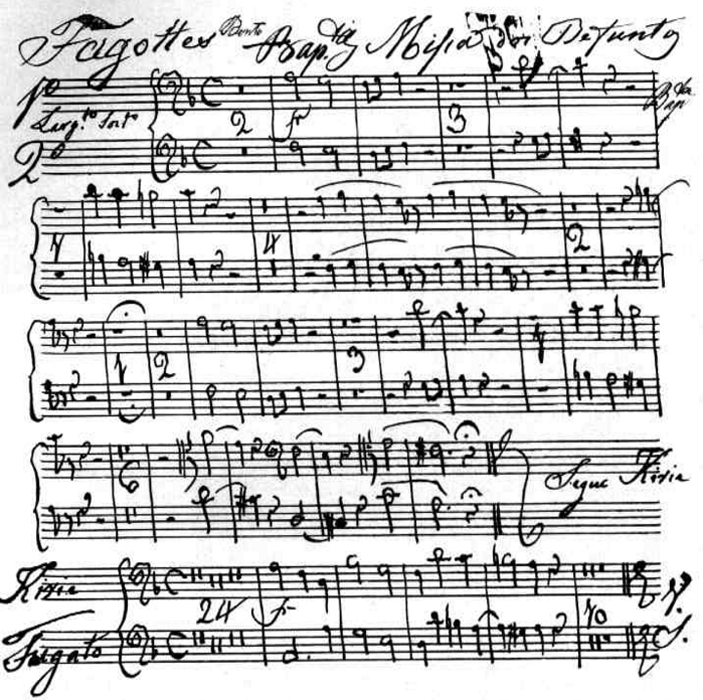
Fac-símile de trecho das partes de fagote do Requiem CPM 185.

Os graduais se destacam pelo seu grande número, havendo 27 catalogados independentemente, e diversos mais incluídos em outros ofícios da Semana Santa ou nos Requiems. São em geral composições curtas para coro a quatro vozes e instrumentação reduzida a cordas, flautas e trompas. Os hinos, novenas, salmos, motetos e formas afins também são numerosos, compostos para os ofícios de Matinas, Laudes ou Vésperas, em geral para coro e órgão. Em diversos é usado o cantochão acompanhado de baixo cifrado. O grau de elaboração é muito variado, desde as Matinas de Natal, de 1799, com um tratamento muito abreviado, até as Matinas da Assunção, de 1813, com seções incomumente longas. As Matinas do Apóstolo São Pedro, de 1815, se distinguem pelo uso ocasional de coros compostos apenas para quarteto de tenores ou de baixos.
Cleofe de Mattos afirmou que o padre se mostrou especialmente sensível à liturgia fúnebre, expressando uma grande riqueza de estados de espírito, "desde a humildade abjeta do pecador até o sentimento de júbilo na presença do Criador". Neste grupo se destacam as Matinas de Finados (ou Ofício em fá maior, s/d.), estruturadas em nove responsórios, escritos para coro duplo de oito partes e dois órgãos, que sobressaem pelo seu fervor religioso e expressividade emocional, ilustrando tudo um ciclo humano que é similar em essência à Paixão de Cristo, onde são apresentados sucessivamente os momentos de angústia, o temor do julgamento, os apelos por socorro, mas afinal reafirmando a fé na ressurreição e no triunfo sobre a morte, constituindo, nas palavras de Mattos, "um cântico à vida concebida como eterna".
Também são de elevada qualidade os Requiems e os outros Ofícios de Finados, que apresentam grande variedade de tratamentos. O Requiem de 1809, por exemplo, é conciso, arcaizante e usa apenas vozes e órgão, ao passo que a versão de 1816, uma das mais famosas composições de sua lavra, é ricamente orquestrada, progressista e com passagens virtuosísticas de grande expressividade para solo vocal. A sua origem está ligada ao falecimento de D. Maria I, porém, é de todo provável que o compositor tenha expressado sentimentos muito pessoais na composição, uma vez que sua mãe faleceu no mesmo dia que a rainha. "Uma das mais belas páginas da música brasileira neste gênero", como o qualificou Cleofe de Mattos, foi composto para coro misto a quatro vozes, um quarteto solista e orquestra. É peça de grande fôlego que tem seções em estilo concertante, a exemplo do Graduale, da Sequentia e do Sanctus. Predomina largamente a escrita homofônica, restringindo a polifonia para o Kyrie. Há um paralelismo tonal e motívico entre os pares de seções Introitus-Kyrie e Agnus Dei-Offertorium, uma prática que era comum da tradição da música vienense, e o tema do Kyrie relembra o da obra homônima de Mozart, com cujo idioma geral e elegância, segundo Robert Chase, ele se assemelha.
O Requiem de 1816 está associado funcional e tematicamente a uma contraparte, um Ofício de Finados, composto na mesma ocasião para uma formação vocal e orquestral semelhante, e que apresenta nove responsórios, todos subdivididos, com um total de 34 seções. Mattos o declarou uma de suas obras-primas pela "sua beleza, severidade e um senso dramático intenso mas controlado", e o crítico John Christiansen, após ouvir sua estreia europeia em 1992, o considerou notável por enfatizar o lado luminoso e transcendente da morte, "ensinando como encontrar nosso Criador com um sentimento de alegria". O maestro e musicólogo Graham Griffiths enalteceu a qualidade da textura e da sonoridade geral, destacando os belos efeitos do divisi [en] das violas e sua combinação com as clarinetas, que emprestam à obra um caráter camerístico muito adequado ao recolhimento; as linhas melódicas delicadas nas passagens lentas; as incisivas intervenções das cordas graves; a grande penetração psicológica da interpretação musical do texto, e o efeito dramático da combinação e contraste das massas orquestrais e vocais, entre muitas outras qualidades.

#### Missas

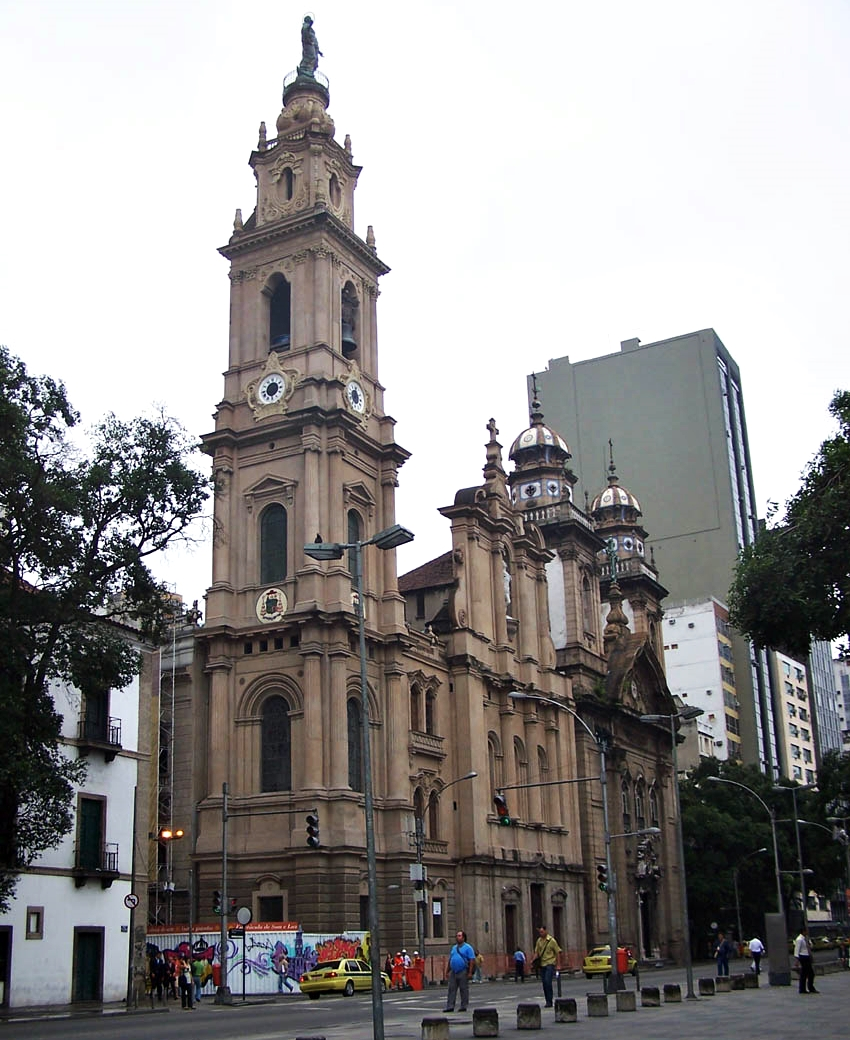
A Igreja de Nossa Senhora do Carmo da Antiga Sé, sede da Capela Real, onde José Maurício desempenhou importante função e onde muitas de suas missas foram apresentadas.

Suas missas se estruturam de acordo com as convenções da época, dividindo o material musical entre as seções Missa (Kyrie e Gloria), e Credo (Credo, Sanctus e Agnus Dei). Essas seções são geralmente subdivididas em seções separadas. Missas e Credos isolados são comuns. Os Kyries estão invariavelmente nas tonalidades com bemóis, com predomínio do mi bemol maior, salvo na Missa Pastoril, cujo Kyrie foi escrito em dó maior. Os Glorias em sua maioria são subdivididos, com a abertura nas tonalidades de dó maior, ré maior ou si bemol maior. As demais subdivisões são muito diversificadas em seu tratamento harmônico. O Laudamus te, subseção do Gloria, é quase sempre escrito para solo ou duo de sopranos. O Domine Deus em geral é entregue para um trio ou quarteto de vozes. O Cum Sancto Spiritu usualmente é partido em dois trechos contrastantes, o primeiro lento e em geral em compasso ternário, e o segundo rápido, em geral na forma da fuga. Os Credos apresentam geralmente as subdivisões Patrem, Et incarnatus, Crucifixus e Et Ressurexit, com variado tratamento tonal, mas todos são de espírito austero e formas concisas, muitas vezes empregando uníssonos. O estilo concertato, de influência italiana, é frequente nas missas tardias, explorando os contrastes entre grupos solistas em passagens de virtuosismo e a massa do coro e da orquestra, dirigindo-se para o estilo das chamadas missas-cantatas. Dentre suas várias missas, são destacadas a Missa de Nossa Senhora da Conceição, a Missa Pastoril, a Missa de Nossa Senhora do Carmo e a Missa de Santa Cecília.
A Missa de Nossa Senhora da Conceição, elogiada por Bernardes como uma das mais sofisticadas, complexas e grandiloquentes peças que deixou, traz apenas o Kyrie e o Gloria. Foi composta em 1810 e comemora a padroeira do Reino de Portugal. Seu estilo revela influência italiana e a instrumentação inclui cordas, flautas, clarinetas, fagotes, trompas, trompetes e tímpano. Suas árias são longas e virtuosísticas, estruturadas na forma de sonata sem desenvolvimento. A forma da fuga foi empregada nas seções Christe, em parte do Gratias e em Cum Sancto Spiritu.  Segundo Bernardes, esta missa mostra um tratamento novo em relação ao estilo severo que o padre costumeiramente empregava para musicar o Ordinário, possuindo características que não se repetiriam mais em sua obra posterior, como "a utilização de uma orquestração extremamente refinada com divisi em todas as cordas, a presença de um sexteto solista e, principalmente, o uso de três grandes processos imitativos chamados de fugas ou fugatos. Esta evolução em sua linguagem pode ser observada também num aumento significativo na extensão e duração de cada movimento da obra". A Missa desta missa divide o Kyrie em três seções e o Gloria em oito movimentos extensos. Podem ser destacados, entre seus atrativos, o solo de baixo do Quoniam, de extrema dificuldade; o incomum e virtuosístico sexteto solista no Domine Deus, e o Cum Sancto Spiritu, que nas palavras de Bernardes é "um dos momentos mais surpreendentes e felizes da produção mauriciana", com a maior e mais bem acabada fuga composta pelo mestre. O Credo em si bemol que tem sido associado a esta missa, como ocorre em outros exemplos, é um conjunto independente. Sua data de composição é incerta, mas deve ter ocorrido em torno de 1813, e tem características que se harmonizam à Missa, embora seja em geral menos ambicioso e mais sucinto.

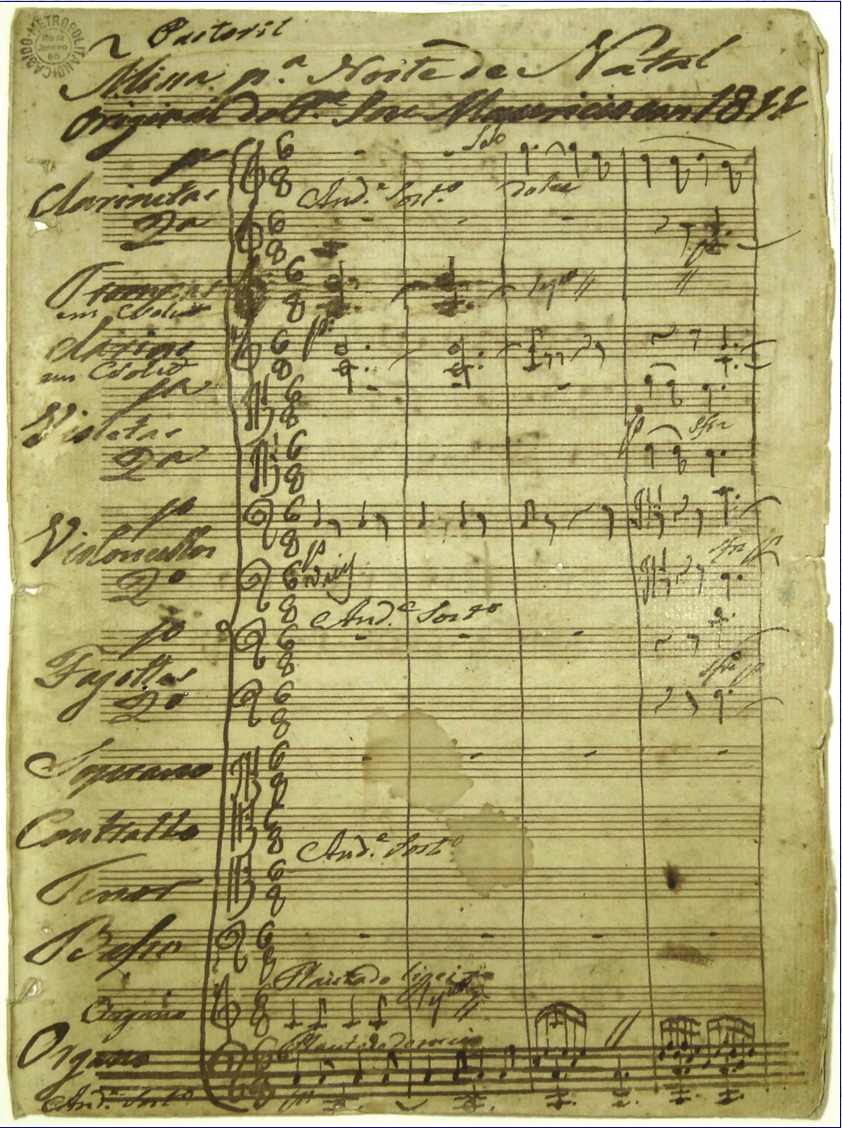
Abertura da Missa Pastoril para a Noite de Natal.

A Missa Pastoril para a Noite de Natal, datada de 1811, é incomum pela ausência de violinos em sua instrumentação, pela sua estrutura cíclica, utilizando o mesmo material temático em várias seções, pelo solo de soprano em estilo concertante acompanhado de três baixos na seção Qui sedes, e pelos seus expressivos solos de clarineta, mas é mais austera e suas árias são curtas e de pouca virtuosidade. Mesmo assim, a composição é eficiente em captar uma atmosfera de celebração festiva pelo nascimento de Cristo, temperada com certa pungência, fazendo uso de recursos de retórica musical convencionados para representações pastorais.
A Missa de Nossa Senhora do Carmo, de 1818, tem como traços originais o Quoniam apresentado pelo soprano, os solos de trompa e clarineta, a grande amplitude tonal, a sofisticação e liberdade no tratamento das partes fugadas, que combinam à polifonia episódios concertantes e inserem alterações heterodoxas nos sujeitos, e a extensa utilização de uníssonos e de cadências deceptivas (V - IV).
A Missa de Santa Cecília, composta em 1826 e ressuscitada na reinauguração da Igreja da Candelária do Rio, uma das cerimônias mais suntuosas já ocorridas na história da cidade, é uma de suas obras mais importantes e originais, qualificada por Figueiredo como "a culminância da produção mauriciana" e por Bernardes como "sua obra maior, que pode ser posta ao lado das grandes obras compostas durante o mesmo período, dentro da história da música ocidental". Tem um estilo avançado que já prenuncia a corrente romântica. O tratamento harmônico apresenta frequentes modulações por terças, na seção Et in terra surpreendem as ousadas progressões cromáticas, as árias das seções Laudamus, Qui tollis e Quoniam são de extrema virtuosidade, e também é incomum a instrumentação, com várias seções onde o acompanhamento se restringe às madeiras ou aos metais. É a única composição mauriciana em que aparecem o oboé e o trombone, e assim como sucede em outras missas, seus fugatos se combinam a passagens em uníssono. A seção Et incarnatus é de interesse pelo contraste entre a polifonia do quarteto vocal e o acompanhamento das madeiras. O Crucifixus, nas palavras de Figueiredo, "é das seções mais impressionantes jamais escritas na música brasileira, quiçá na internacional. Sua característica principal é a total indefinição da tonalidade, que só se estabelece nos últimos dos seus 45 compassos. O acompanhamento inexorável do coro em uníssono pelas cordas dá o tom dramático à seção".

#### Música orquestral, dramática e camerística
Na música orquestral só sobrevivem a Sinfonia Fúnebre (1790), a Abertura Zemira (1803) e a Abertura em Ré (s/d.). A Sinfonia é  talvez a primeira composição brasileira estritamente orquestral, mas tem escassa substância. Os motivos são fracos, mal desenvolvidos e a recorrente presença de cadências gera muita redundância. A peça tem seu maior interesse no colorido harmônico e timbrístico. A Abertura Zemira se estrutura na forma de sonata e atrai pela dramaticidade, exigindo efeitos teatrais de "relâmpagos e trovoadas" nos bastidores. Talvez pertencesse a uma ópera perdida. A Abertura em Ré é a mais importante, com uma forma de sonata bem desenvolvida e temas marcantes.

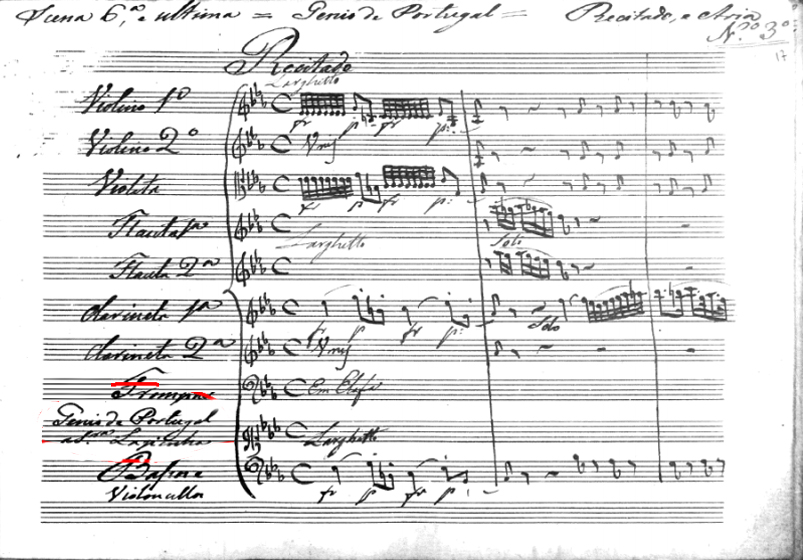
Início do recitativo do Gênio de Portugal em Ulisséa, Drama Eroico.

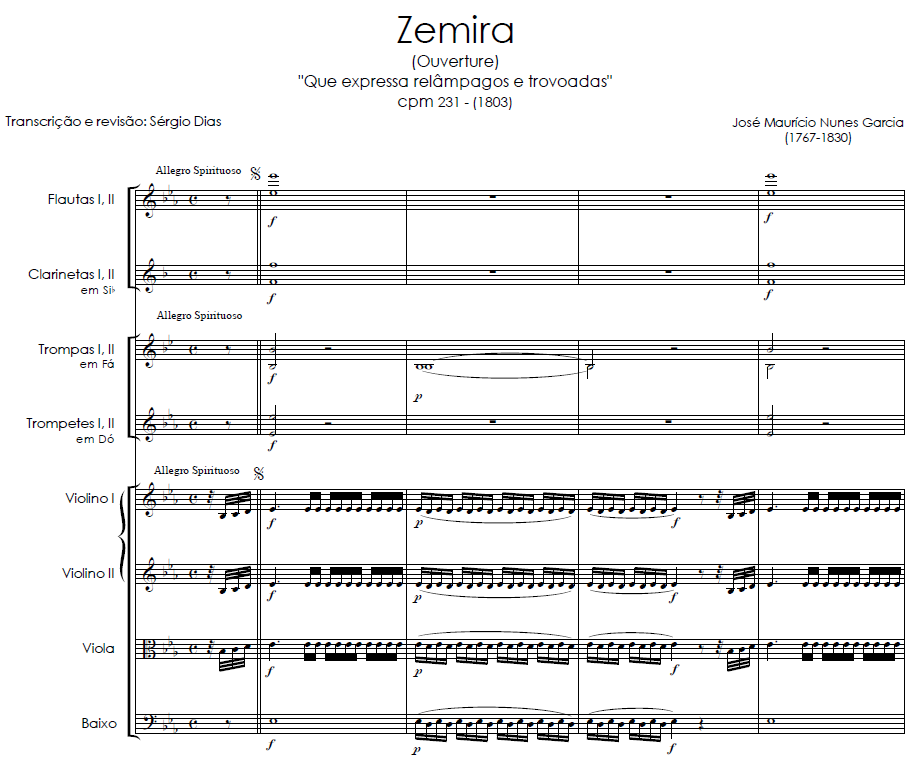
Início de Zemira (Ouverture) "Que expressa relâmpagos e trovoadas"

Sua produção dramática é igualmente pequena. A Ulissea Libertada, Drama Eroico, com libreto de Gastão Fausto da Câmara Coutinho a partir do drama homônimo de Miguel Antônio de Barros, é a mais notável do grupo. Ao que parece reutilizava a Abertura Zemira como introdução, seguida por um coro com solo do Gênio de Portugal, um recitativo e ária para soprano com uma parte virtuosa para clarineta, um Coro das Ninfas e um Finale com coro, seções que eram entremeadas com declamações. A composição comemorava o onomástico do príncipe-regente, 24 de junho, dia da festa de São João, e ao mesmo tempo fazia uma alusão às vitórias militares portuguesas. No entanto, ao que parece não foi encenada nesta data. A virtuosística ária do Gênio de Portugal esteve a cargo da celebrada prima donna Joaquina Maria da Conceição da Lapa, a Lapinha, que também encarnou o papel declamado de Ulissea. As outras peças dramáticas são o Coro para o Entremês de Manuel Mendes (1808), composto em benefício da Lapinha, e O Triunfo da América (1809). O Triunfo é um drama em um ato, precedido por um Elogio ao Príncipe Regente. Seu libreto é mais uma vez de Coutinho, apresentando a linguagem rebuscada típica dos elogios aos poderosos, comemorando o aniversário do príncipe e o casamento de sua filha. A apresentação ocorreu no Real Teatro de São João, com grande pompa. Nesta obra as seções declamadas predominam sobre as musicais, que compreendiam apenas a ária da América, o coro Oh Príncipe Regente e o coro final Salve Ditoso. A ária foi interpretada pela Lapinha. Sobre a ópera Le Due Gemmelle, o que existe são apenas controvérsias, e sequer se garante que tenha sido composta. Somente Araújo Porto-Alegre atesta sua existência, dizendo que teria sido composta sob encomenda de dom João e apresentada no Teatro de São João, mas a partitura nunca foi encontrada. Diz Porto-Alegre que o original foi perdido no incêndio do Teatro São João e sua única cópia, que pertencia a Marcos Portugal, extraviou-se com a dispersão de seus papéís após sua morte.
O campo da música de câmara foi da mesma maneira pouco explorado pelo mestre. Só se conhecem três modinhas publicadas, estruturadas em duas partes contrastantes, com variado tratamento harmônico. Beijo a mão que me condena é sem dúvida sua obra mais famosa neste reduzido grupo. Registros da época dizem que teria composto diversas outras. Teria deixado também um grupo de quartetos de rabecas, atestados por seu filho, e doze divertimentos para sopros e percussão (1817), segundo Porto-Alegre, compostos após ouvir a orquestra que viera na comitiva de Maria Leopoldina da Áustria, futura imperatriz do Brasil, ficando encantado com a precisão "mecânica" daqueles intérpretes, mas tais obras foram perdidas.
- Beijo a mão que me condena (versão midi para flauta e violão)

## Professor e instrumentista
O talento de José Maurício na docência foi reconhecido em sua vida e a partir da escola que abriu desenvolveu um trabalho ativo no sentido de desenvolver o gosto musical do público carioca de seu tempo. Cleofe de Mattos disse:
"A importância desse curso deve ser posta em evidência; em seus bancos sentaram-se algumas das mais destacadas figuras da música: compositores, professores, modinheiros, cantores, copistas, figuras que brilharam na administração do Brasil Império, no terreno da organização social, como no ensino da música, sem falar da massa dos que se perderam no anonimato das irmandades, mas deixaram, ao longo do século XIX, no quadro da vida musical do Rio de Janeiro, em diferentes setores, o rastro de perpetuidade da ação profícua do Pe. José Mauricio Nunes Garcia".
Segundo Urubatan de Castro,
"Foi exímio pedagogo, tanto de teoria como de prática instrumental, dentre os quais: viola de arame, órgão, espineta, cravo e piano. [...] Não há dúvidas que José Maurício foi um grande mestre na arte de ensinar música, envolvido com seus ideais e preocupações com a aprendizagem musical, que estavam além da pura e simples relação professor-aluno. [...] Nunes Garcia demonstrou que pedagogicamente é possível trabalhar com o que se tem, fazendo do mínimo o máximo, desde que o professor seja possuidor de qualidade técnica, criatividade, bom senso, improvisação, interesse e disponibilidade para se dedicar à docência. [...] São inúmeros os relatos dos feitos e desenvolturas do Padre Mestre na arte de ensinar música, que se os contassem todos, excederiam as expectativas de qualquer leitor ávido pelos estudos mauricinianos".

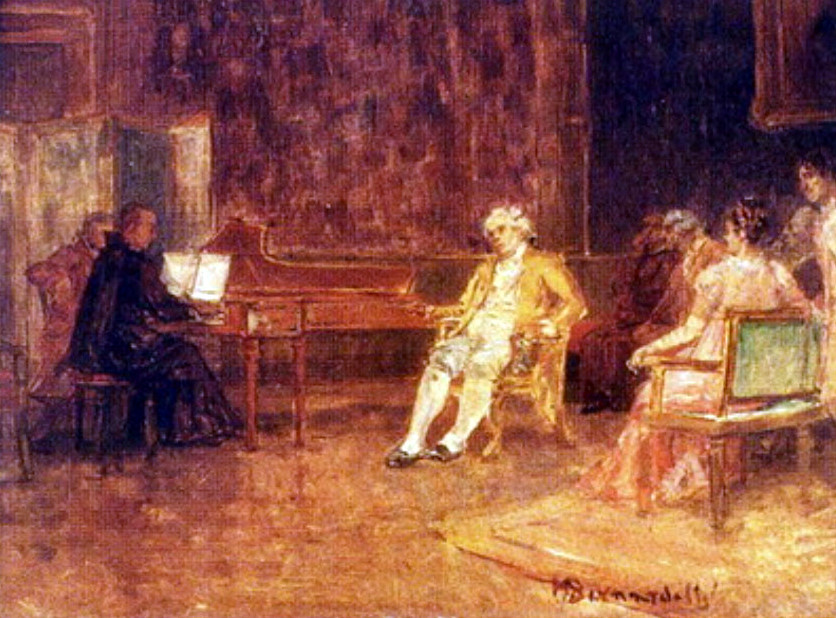
Visão romântica de Henrique Bernardelli de um recital de cravo apresentado pelo padre na corte diante de dom João e de seu rival Marcos Portugal.

Em 1821 publicou o seu Compêndio de Música e Método de Pianoforte, ao que parece o primeiro tratado teórico-prático sobre o teclado escrito no Brasil por um brasileiro, e que permite obter um bom vislumbre de suas técnicas pedagógicas. A obra foi escrita principalmente para a educação musical de dois de seus filhos, que viriam a desenvolver um apreciável talento, mas também foi usado para treinar outros alunos. Está dividido em duas partes: a primeira com duas séries de doze estudos, e a segunda, com seis fantasias, revelando uma ordenação em dificuldades progressivas, adequada a uma obra didática. A primeira série traz obras muito simples, com pequenas melodias acompanhadas de uma harmonia homofônica simplificada, e de estrutura em sua maioria bipartida. A segunda série tem uma textura bem mais densa, melodias mais elaboradas e longas, de fraseado menos previsível e encadeamentos harmônicos mais refinados, incluindo cromatismos, enfatizando a técnica das modulações. A segunda parte subentende um domínio seguro das técnicas apresentadas anteriormente, e sua ênfase recai na interpretação, na elaboração de ornamentação adequada ao critério do executante e na educação do senso de estilo, demonstrando já um caráter verdadeiramente artístico com um idioma muito próprio do piano. Na apresentação de Giulio Draghi para sua edição da obra, ele diz que "a presença carinhosa do padre permeia todo o volume, ensinando a colocar as mãos corretamente no teclado desde as primeiras lições seguindo para o estudo da melodia em legato, o baixo d'Alberti, notas repetidas, oitavas quebradas, ornamentos, acordes, arpejos, tudo de maneira muito singela, utilizando-se de temas de Haydn, Rossini e Mozart culminando nas belas fantasias. [...] Estas últimas estão no nível das sonatas de Scarlatti e podem também ser utilizadas por alunos da graduação inclusive em concerto". Teria produzido adicionalmente um opúsculo didático intitulado Elementos d'Arte da Música, o Compêndio de Harmonia, o Compêndio de Contraponto, e as Regras de Acompanhamento, que foram perdidos.
- Fantasia nº 2 do Método de Pianoforte (Versão midi para cravo. A ornamentação não consta no original)

Também foi muito apreciado pelo seu talento como instrumentista de teclado, onde se incluíam o órgão, o cravo e o pianoforte (o antecessor do piano). Adriano Balbi o citou como "o Bomtempo brasileiro" (João Domingos Bomtempo foi um celebrado virtuoso do piano). Sigismund Neukomm deixou um relato recolhido por Porto-Alegre, onde se demonstra sua versatilidade ao órgão ao reduzir para o instrumento, à primeira leitura, a partitura toda de uma missa para coro e orquestra:
"Entrando eu na Capela Real por acaso, ouvi tocar no órgão umas harmonias que me não eram estranhas; pouco a pouco, fui reconhecendo pedaços da minha [...] missa; subi ao coro, e dou com José Maurício, tendo à vista a minha partitura, e a transpô-la de improviso para o seu órgão. Aproximei-me dele, e fiquei algum tempo a admirar a fidelidade e a valentia de execução daquele grande mestre: nada lhe escapava do essencial... não pude resistir, abracei-o quando ia acabar, e choramos ambos sem nada dizer".
Mais famosas, no entanto, eram suas habilidades como acompanhador e improvisador, elogiadas em altos termos por músicos renomados como Neukomm, que o louvou como o melhor improvisador do mundo, e por conhecedores eruditos como Araújo Porto-Alegre, que deixou um eloquente testemunho de sua virtuosidade:
"Em uma daquelas reuniões que se fazia em casa do marquês de Santo Amaro, fizemos prova de algumas músicas que me chegaram da Europa. Toda vez que se tratava de cantar cedia o piano ao padre-mestre, porque melhor que ele nunca vi acompanhar. [...] Entre várias fantasias Fasciotti cantou uma barcarola que foi freneticamente aplaudida e repetida. José Maurício, que estava no piano, como que para descansar, começou a variar sobre o motivo, e com os nossos aplausos a crescer e multiplicar-se em formosas novidades. Suspensos e interrompendo a nossa admiração com ovações contínuas, ali ficamos até que o toque da alvorada nos viesse surpreender".

## A questão nacionalista

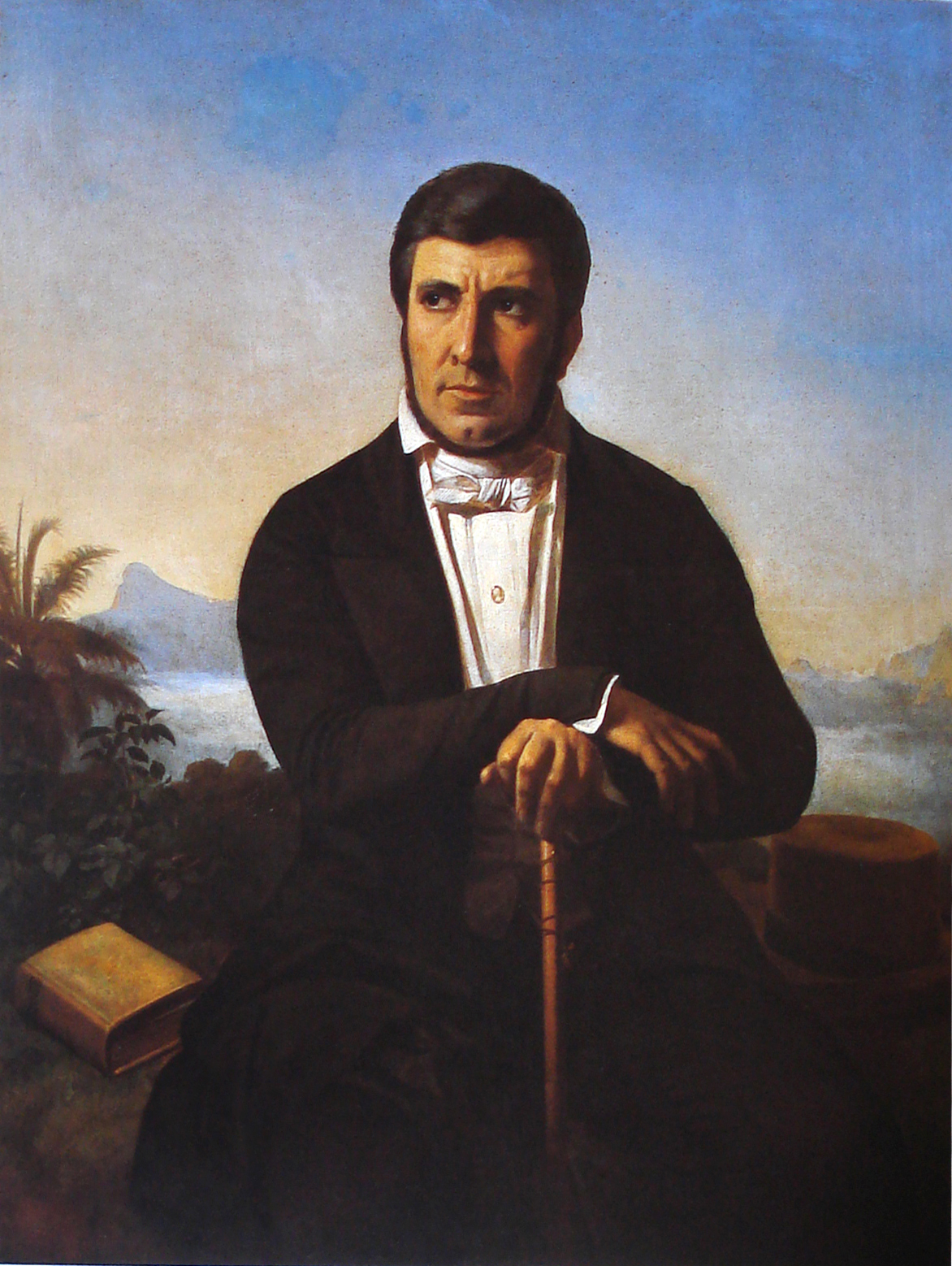
Manuel de Araújo Porto-Alegre, um dos grandes promotores da obra de José Maurício, em pintura de Ferdinand Krumholz.

No século XIX o padre José Maurício era em geral tido como o melhor representante brasileiro da estética classicista germânica, sendo apresentado como uma prova de uma civilização que nada tinha a dever à Europa, embora se estabelecesse uma clara filiação aos modelos europeus, o que ao mesmo tempo legitimava sua produção para os olhos do estrangeiro e engrandecia o orgulho nacional, mas subentendia, no entanto, um sentimento de inferioridade latente. Araújo Porto-Alegre é um exemplo típico deste processo, projetando para a obra do padre um futuro brilhante, destinada a crescer e propagar-se "até que a Europa te ouça, e o mundo te aplauda". Na análise de Luiz Guilherme Goldberg,
"A dimensão desta tarefa pode ser mais bem avaliada se levarmos em consideração que era moeda corrente a crença na inviabilidade de uma nação civilizada nos trópicos, e, além disso, mestiça. [...] O consumo de teorias cientificistas, deterministas, positivistas formava um substrato que justificava esta crença. Sob este aspecto, José Maurício era o exemplo da viabilidade da civilização brasileira. Uniam-se nele o cientificismo germânico e o fato de ser mulato. Os escritos de Taunay [o visconde de Taunay, outro grande defensor do padre] deixam isso muito claro, além de também evidenciar a antiga querela entre as escolas italiana e germânica".
Em 1908 Guilherme de Mello publicou A Música no Brasil, a primeira história abrangente da música brasileira, um trabalho seminal que, se de uma forma foi uma continuidade da tendência do final do século XIX, por outro lado sinalizou uma nova direção nos estudos subsequentes, podendo ser considerado um precursor da corrente nacionalista que floresceria pouco mais tarde, fazendo uma tentativa de prestigiar as expressões da música folclórica e popular brasileira e seus traços na produção erudita como evidências de sua originalidade e autenticidade. Mello teve ainda o cuidado de separar José Maurício da corrente operística italiana, que considerava uma escola degradada, e enfatizou a herança germânica em sua obra, uma escola que desde o tempo de Porto-Alegre fora mitificada como "gloriosa", "solene", possuidora de "beleza infinita", devendo ser motivo de satisfação para o Brasil ser nela inserido. Em 1926 Renato de Almeida deu seguimento ao trabalho de Mello, publicando sua História de Música Brasileira, também um estudo influente, chamando o padre de "filho exilado da música clássica germânica" mas ao mesmo tempo dizendo que era uma "poderosa afirmação do espírito brasileiro". Percebido como parte desta linhagem ilustre, José Maurício já não precisava de desculpas sobre o caráter germânico de sua música, e podia ser entendido como um monumento nacional, de uma nação que continuava, mesmo variando-se o enfoque, a ver-se essencialmente como uma transposição americana da cultura europeia.
Nos anos 1930 a ideologia nacionalista ganhou novo ímpeto com o apoio de um grupo de prestigiados intelectuais ligados ao governo, que se empenhavam em resgatar o passado artístico nacional em busca da construção de um novo senso de brasilidade e autonomia, desejando identificar, ou antes, construir, heróis nacionais. Neste momento a visão do século XIX sobre José Maurício foi paradoxalmente reforçada, reiterando-se a ambição política de inserir o Brasil no círculo das "nações civilizadas" e fazendo uso de um vocabulário grandiloquente para descrever o compositor, mais uma vez associando-o fortemente à linhagem germânica, o que mais remetia à tendência da época do que revelava um real conhecimento de seu trabalho musical. Para Magaldi, era sintomático deste estado de coisas que Mello e Almeida provavelmente jamais tenham ouvido as obras do padre, baseando seus estudos maciçamente sobre Porto-Alegre e Taunay, e nos anos 1930 a música de José Maurício ainda permanecia restrita a círculos quase tão pequenos quanto no início do século. Essas contradições e inconsistências deram origem a uma quantidade de folclore ufanista e de interpretações enganosas que exercem influência não desprezível até hoje, mesmo nos meios acadêmicos.

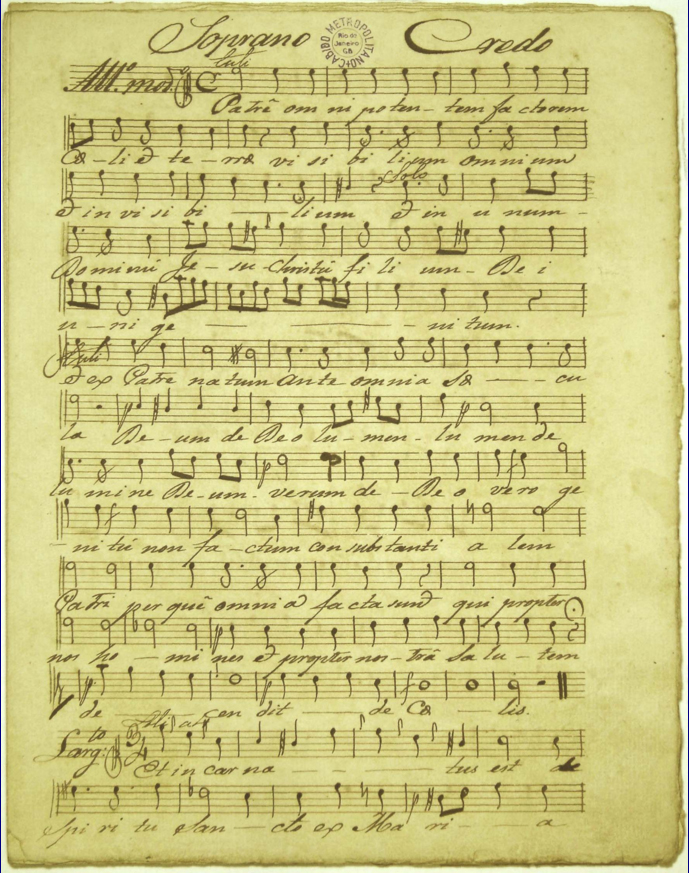
Partitura autógrafa com trecho da parte de soprano do Credo da Missa em dó maior.

Mário de Andrade, atuando neste período, foi um dos primeiros a conceder nitidamente ao padre o mérito da originalidade em relação aos padrões da música europeia, dizendo que "não perdia vaga nos adágios e solos das suas missas para imprimir-lhes acento modinheiro". Luiz Heitor Corrêa de Azevedo, e mais adiante Cleofe Person de Mattos e José Maurício Brandão, entre outros, o acompanhariam nesta opinião, mas ela seria repetidamente contestada. Oliveira Lima, por exemplo, o declarou "procedente dos grandes mestres alemães" e Rossini Tavares de Lima afirmou que “querem alguns espíritos, pouco observadores, encontrar na música do padre, os primeiros germes do nativismo; mas, infelizmente, somos obrigados a discordar. A sua música é alemã e principalmente mozartiana e haydniana". Mais tarde o próprio Mário renegou sua posição inicial, dizendo que os elementos tipicamente brasileiros em sua obra eram meramente fortuitos, incluídos “como sem querer”. Bruno Kiefer, escrevendo nos anos 1970, afirmou que "estilisticamente, José Mauricio é um reflexo da Europa. O que há nele de pessoal manifesta-se em termos europeus e não através de uma contribuição que revelasse um modo de ser brasileiro. Globalmente, uma audição mais refinada, no entanto, poderá descobrir, aqui e acolá, sombras do clima modinheiro, quase um prenúncio da aurora do sentimento nativo na música brasileira erudita". Virmond & Nogueira aceitam a influência germânica, que é de toda forma incontestável, mas atribuem-lhe "uma singeleza própria e uma dramaticidade que lhe empresta envergadura", acrescentando que "José Maurício surge, na virada do século XVIII, como um compositor nacional que muito contribuiu para a identidade da cultura musical do país. Não se trata, certamente, de nacionalismo em música, que viria mais tardiamente com Villa Lobos, mas no estabelecimento de uma produção distintamente autóctone ainda que impregnada pela estética da metrópole". O impasse ainda não foi resolvido, e as evidências mostram que José Maurício tem sido cooptado por ideologias muito distintas, que "modelam o passado de acordo com as necessidades do presente", como observou Magaldi. Marcelo Hazan sintetizou a polêmica:
"Durante o final da Monarquia e o início da República, o cânone alemão personificou uma conformidade cultural cosmopolita consistente com a exclusão das ralés negra e mestiça do ideal de nação. Durante a Era Vargas, contudo, o encurralamento das camadas racialmente subalternizadas necessitou ser reconsiderado à luz da conjunção entre interesses populistas e capitalistas. A modinha, valorada como música mestiça e matéria-prima para a composição erudita, encarnou uma individualidade cultural nacional consistente com o relaxamento dos limites raciais da nação, com vista à cooptação da população afro-descendente. A transformação da mestiçagem de causa dos males do país em fonte de orgulho nacional, passando por solução branqueadora, demarcou o percurso pelo qual se enveredou a recepção do compositor mulato José Maurício Nunes Garcia. Suas encarnações sociais evidenciam como a busca, na Europa, de modelos para a criação musical deu lugar à procura, no Brasil, de maneiras de se expressar a brasilidade através da música. José Maurício não apenas foi arregimentado em prol da grande arte austro-germânica, da qual era considerado herdeiro, mas também em favor da tradição nacional-modernista, da qual era considerado pai. Esses processos ideológicos de conformidade cosmopolita e individualidade nacional traduziram-se na construção de duas genealogias mauricianas, a primeira partindo de Haydn e a segunda culminando em Villa-Lobos. O 'clássico brasileiro' transformou-se, assim, no 'brasileiro clássico'.
"Desde Idéias sobre a Música [obra de Araújo Porto-Alegre], construções raciais de poder informam o discurso histórico-musical brasileiro, e especificamente a literatura mauriciana, de um modo e em um grau para os quais os próprios musicólogos ainda não atentaram. Ao confinarem seu objeto de estudo a um passado remoto, cuja reconstrução encararam como um processo tácito e apolítico, os biógrafos e historiadores do compositor deram o seu dever por cumprido e eximiram-se de toda e qualquer autocrítica. Em descompasso com as demais ciências humanas, onde a problematização crítico-teórica do legado racial brasileiro é uma prática consolidada, a musicologia exibe o etos de uma sociedade onde o racismo é uma espécie de tabu. Uma sociedade onde, nas clássicas palavras de Florestan Fernandes (1972: 42), vigora 'o preconceito de ter preconceito'. Desnecessário dizer, esse silêncio é inaceitável (Bohlman 1993; Radano, Bohlman 2000: 38-40) frente à injustiça que permanece, hoje, estampada em índices desproporcionais de desemprego, analfabetismo e mortalidade infantil".
As inconsistências em sua apreciação continuam em parte também pelas divergências sobre o que significa nacionalismo e brasilidade musical e pelas implicações sociológicas que se ramificam deste tema, uma área ainda pouco explorada nos estudos mauricianos, embora sua posição histórica esteja aos poucos sendo melhor esclarecida pelos estudos mais recentes. É de notar, como fez Irineu Franco Perpetuo, que conceitos como brasilidade e nacionalismo musical sequer existiam no tempo de José Maurício, e que cobrar-lhe "ser brasileiro" é um anacronismo, citando também a prudência de Otto Maria Carpeaux ao escrever que é "difícil dizer mais, enquanto a maior parte de suas obras continua inacessível". Bernardes considerou a crítica aos estrangeirismos em sua obra também como deslocada, lembrando que "não se pode considerar que qualquer produção artística seja isenta de influências e modelos".

## Recuperação da obra

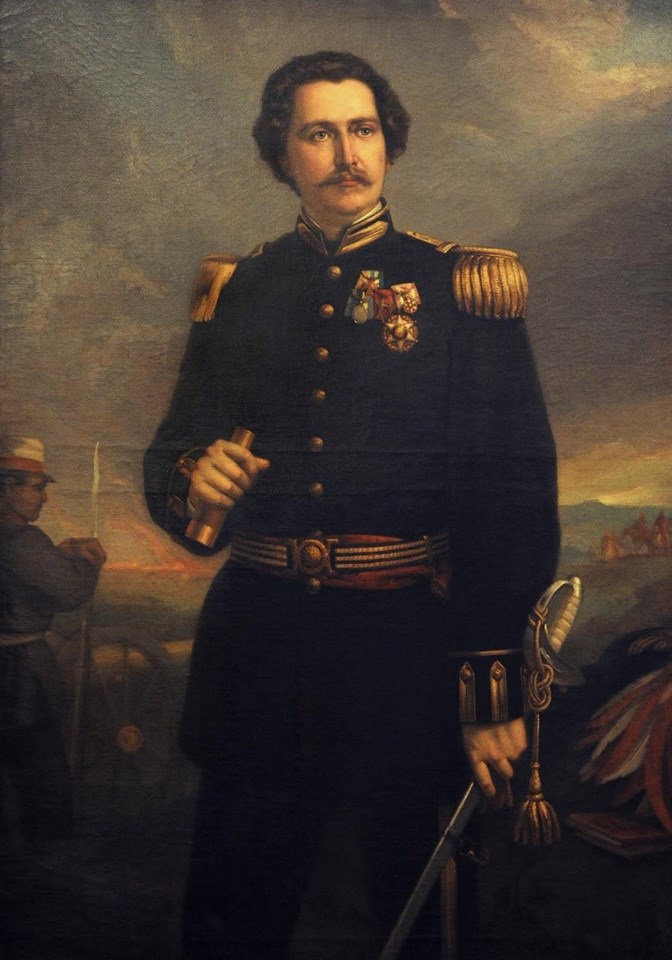
Alfredo d'Escragnolle Taunay, visconde de Taunay, influente apoiador de José Maurício.

José Maurício não teve seguidores diretos, mas foi um dos poucos compositores do período colonial que não foram esquecidos completamente pelas gerações seguintes. Ainda em vida teve muitas de suas composições copiadas e divulgadas em outras regiões do Brasil. Com a reestruturação da Capela Real (renomeada Capela Imperial) no reinado de dom Pedro II, posta sob a direção de Francisco Manuel da Silva, um antigo aluno de José Maurício, Ver nota  algumas de suas composições voltaram ao repertório oficial, embora rearranjadas segundo os gostos românticos então prevalentes. Outras composições continuaram sendo executadas em Minas Gerais, São Paulo e no Rio Grande do Sul, e ao longo do século XIX encontraria grandes defensores em Manuel de Araújo Porto-Alegre, no Visconde de Taunay e em Bento das Mercês.
O cônego Januário da Cunha Barbosa, que escreveu seu obituário, pode ser considerado o fundador da historiografia mauriciana. Foi seguido por Araújo Porto-Alegre, autor dos Apontamentos sobre a Vida e a Obra do Pe. José Maurício Nunes Garcia, publicados na Revista do Instituto Histórico e Geográfico Brasileiro em 1856. No final no século XIX o Visconde de Taunay propôs a realização de um inventário das obras de José Maurício, o que resultou na organização do primeiro catálogo geral, elaborado sob a direção de Joaquim José Maciel, sucessor de Bento das Mercês como arquivista da Capela Imperial. Além de escrever sobre José Maurício, Taunay conseguiu que o governo brasileiro adquirisse a grande coleção de manuscritos que Bento das Mercês havia recolhido e com a ajuda de Alberto Nepomuceno publicou o Requiem de 1816 em versão reduzida para canto e teclado. Um trecho de Manuel Duarte Moreira de Azevedo, outro entusiasta do fim do século, é ilustrativo do fervor de seus admiradores neste momento em que ele era "redescoberto" e iniciava-se um processo de mitificação da sua figura e realizações, onde já aparecia como um mestre consumado desde a nascença:
"Nas solenes festividades religiosas do tempo de el-rei, via-se no coro da igreja Catedral, um homem de fronte erguida, cheio de inspiração e gênio dirigindo numerosa orquestra; era um artista inspirado que escrevia poemas de harmonia, e entusiasmava as turbas que ouviam-no; e esse homem predestinado, na frente de uma orquestra, em uma festa real, enchendo de emoções ao rei, aos cortesãos, ao clero, ao povo que absortos ouviam-no e admiravam a harmonia, os sons melodiosos de sua música divina, e esse artista cujos hinos impressionavam a um auditório numeroso e davam ás festas da igreja o maior atrativo e encanto, aprendera consigo só a arte que professava, ou antes Deus lha revelara; e esse músico que a multidão ouvia com pasmo, afogando no frenesi do aplauso os mais candentes sons dos seus hinos, era o padre José Mauricio Nunes Garcia".

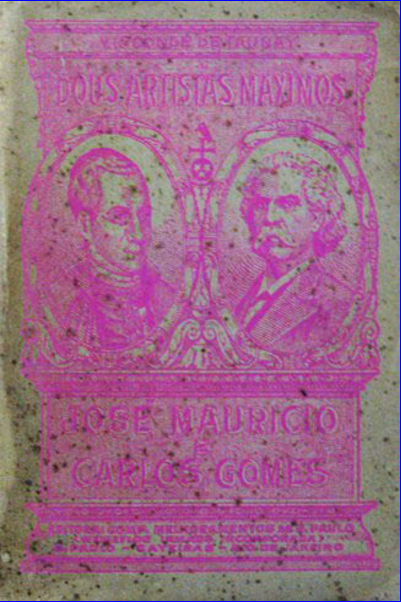
Capa de Dous Artistas Máximos: José Maurício e Carlos Gomes.

Na mesma época, Leopoldo Miguez, então diretor do Instituto Nacional de Música, iniciando o livro de registro da biblioteca do Instituto, deixou registros valiosos sobre a origem de manuscritos, restaurou partituras incompletas e transcreveu obras cujos originais depois foram perdidos, como a Abertura Zemira. Na passagem do século, Nepomuceno restaurou a Missa de Santa Cecília e a executou na reinauguração da Igreja da Candelária em 1900, em cerimônia de grande repercussão. No mesmo ano foi executada na Igreja de Santa Cruz dos Militares a Missa Mimosa. Pouco mais tarde os já citados Mello e Almeida lhe deram significativo espaço em suas importantes publicações históricas. Em 1930, quando o nacionalismo já estava em alta, o filho de Taunay, Afonso d'Escragnolle Taunay, reuniu os escritos do pai sobre o padre e sobre Carlos Gomes, publicando os livros José Mauricio Nunes Garcia e Dous Artistas Máximos: José Maurício e Carlos Gomes, contribuindo poderosamente para a divulgação do seu legado. No mesmo ano, contando com a presença do presidente da República e do ministro da Justiça, foi comemorado o centenário de sua morte com um festival lítero-musical no Instituto Nacional de Música, com o propósito declarado de reabilitar sua memória. Afonso Taunay, discursando na ocasião, disse: "Foi este homem incontestavelmente um gênio musical, a quem o Brasil ainda não pagou um ceitil da dívida de admiração e reconhecimento a que tem inconcusso direito, com prejuízo e desprestígio para toda a nação, que assim mostra desconhecer os tesouros que possui". Outros lhe fariam eco, mas uma opinião discordante foi deixada por Mário de Andrade:
"Gênio de grande suavidade, duma invenção melódica apropriada e elevada, às vezes reponta em José Maurício uma ou outra linha mais dramática. Mas como expressividade geral é quase sempre doce, humilde, sem grandes arrancadas místicas, nem êxtases divinos. Um ser muito configurado às mesquinharias da vida. Não teve coragem, nunca se arrebatou. Nem os arrebatamentos da humildade ou da pureza quis ter. Ficou dentro do seu tempo e dentro de si mesmo. Nitidez melódica, boa sonoridade, comedimento equilibrado, escritura eminentemente acordal, sem individualismo. Foi o maior artista da nossa música religiosa, mas não ultrapassou o que faziam no gênero os italianos do tempo. E isso, universalmente, era pouco".
Musicólogo e antigo bibliotecário do Instituto Nacional de Música, Luiz Heitor Corrêa de Azevedo teve acesso às coleções institucionais de manuscritos, publicou um catálogo da obra do padre em 1932 e, tornando-se em 1934 editor da Revista Brasileira de Música, publicou edições críticas de várias partituras, incluindo o Réquiem de 1809 e o Tantum ergo, abrindo caminho para que a partir da década de 1940 a musicóloga e maestrina Cleofe Person de Mattos, com quem ele colaborou, assumisse o protagonismo nos estudos mauricianos. Azevedo e Mattos produziram, junto com outros estudiosos, destacando-se Mercedes Reis Pequeno, a Bibliografia Musical Brasileira (1820-1950), que contém uma compilação de tudo o que foi escrito sobre José Maurício até a data. Mattos produziu um substancial corpo de trabalhos que constituíram a base dos avanços posteriores e ainda são marcos referenciais inescapáveis. Executou suas peças em muitos lugares, escreveu artigos, redescobriu partituras e empreendeu restaurações, e deixou como um dos seus maiores legados a publicação do primeiro catálogo temático elaborado com critérios modernos, depois dos catálogos de Joaquim José Maciel (1887), Miguel Pedro Vasco (1902) e Correia de Azevedo (1932) e dos catálogos parciais do padre Antônio Romualdo da Silva (1922) e Olinto de Oliveira (s/d.).
Curt Lange redescobriu vinte obras em suas pesquisas em arquivos brasileiros e em 1956 publicou na Argentina os Apontamentos Biográficos deixados pelo filho do compositor. A primeira gravação de uma obra sua aconteceu em 1949, registrando em 78 rotações a Ave Maria do Responso de Natal. O primeiro LP surgiu em 1957, apresentando a íntegra da Missa Pastoril. Na década seguinte várias peças foram ouvidas em cerimônias religiosas, outras foram publicadas, principalmente por iniciativa da Funarte, com boa repercussão, inclusive no estrangeiro, e foram redescobertas outras partituras perdidas.

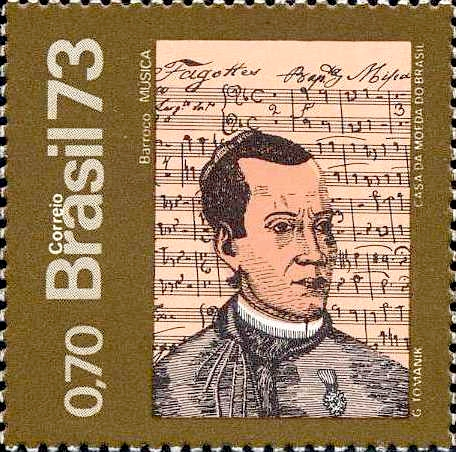
Selo de 1973 em homenagem ao compositor.

Porém, os esforços de recuperação do seu legado não tiveram muita continuidade fora do círculo de Mattos, e isso foi reconhecido em 1967 no catálogo da exposição comemorativa do bicentenário de seu nascimento, organizada por Mercedes Pequeno e apresentada na Biblioteca Nacional: "200 anos. De quê? De esquecimento. De ingratidão. Os esforços individuais — de um Taunay, por exemplo, para citar o mais expressivo — não tiveram continuadores nos poderes públicos. Nem o lugar onde nasceu preocupou-se em comemorar condignamente a efeméride". Na mesma ocasião foi publicada a primeira versão do catálogo temático de Cleofe de Mattos, e a versão definitiva apareceu em 1970. Na década de 1970 Mattos continuou uma prolífica atividade musicológica sobre José Maurício, publicando várias obras importantes, incluindo o Réquiem de 1816 e a Missa de Santa Cecília, além de salmos, graduais e antífonas.
Nos anos 1980 o interesse pela sua obra se renovou, sendo realizadas várias homenagens pelo Brasil alusivas aos 150 anos de sua morte. Neste período Mattos publicaria mais oito volumes de partituras em edição crítica, em 1994 publicou o Requiem de 1816 em sua versão original, e em 1997 lançou a mais importante e erudita biografia já escrita sobre ele, há muito esperada e considerada até a data a versão "definitiva" de sua vida, acompanhada de um resumo do catálogo temático. Desde então vários outros musicólogos se debruçaram sobre o seu trabalho, mas em geral se concentraram em aspectos particulares. O estudo de sua vida e obra é dificultado pela escassez de fontes biográficas primárias e pelas contradições que nelas se encontram, por inconsistências nas datações das peças, pelas indicações de instrumentação e dinâmica às vezes vagas ou ausentes, pelos erros dos copistas, pela dificuldade de interpretação exata do vocabulário técnico e da codificação da escrita musical da época, pela perda de textos de obras vocais ou de partes instrumentais, e pelos arranjos realizados no século XIX por outros compositores, que deturparam as intenções originais do autor mas são a única fonte disponível para várias obras. Hoje diversas composições voltaram às salas de concertos e recitais em igrejas, sucedendo-se novos estudos, edições críticas e gravações, mas a maior parte de sua produção conhecida ainda está à espera de tratamento aprofundado e de receber adequada visibilidade, sendo relativamente poucas as que entraram no repertório ou tiveram o privilégio de ser gravadas e disponibilizadas para o grande público, embora desde a década de 1990 este número esteja crescendo rapidamente. Em 2021 a Biblioteca Nacional e a Academia Brasileira de Música lançaram a segunda edição da biografia do padre publicada por Cleofe de Mattos, com um texto revisado e atualizado com informações de pesquisas recentes.
Ainda subsistem muitos mitos a seu respeito. Um deles refere um talento inato tão grande que o aprendizado formal que recebeu pouco teria influído em sua produção. Na direção oposta, Cláudio Esteves diz que "observa-se, em parte da literatura disponível sobre o compositor, uma visão condescendente em relação a seu conhecimento teórico, subestimando sua escrita musical, atitude que tem mudado em função de estudos mais recentes". José Maurício Brandão, por sua vez, diz que muitas vezes sua música é apreciada em comparação com a de Haydn e Mozart, esquecendo-se de reconhecer sua individualidade e seu contexto diferenciado e de analisar objetivamente as maneiras como adaptou a tradição recebida para expressar sua voz própria. Eduardo Seincrnan também denunciou a "ideologia de submissão" que costuma entender os artistas coloniais como sempre obrigados a prestar contas aos parâmetros metropolitanos e sempre condenados a ser apreciados em sua comparação, quase invariavelmente em termos depreciativos, e enfatizou que a análise técnica de sua escrita revela inúmeros exemplos de divergência bem sucedida em relação aos padrões canônicos do Classicismo, mais do que suficientes para atestar sua originalidade, declarando que "a audição de sua obra nos revela a presença não apenas de um artesão, mas de um verdadeiro inventor". Até mesmo a disputa com Marcos Portugal, tão frequentemente repetida na bibliografia e lamentada pelas suas alegadas consequências nefastas para o brasileiro, tem sido posta em questão. Lino de Almeida Cardoso refere que "muito se fala e pouco se sabe [...] sobre o real peso participativo de Marcos Portugal no cenário musical carioca como um todo", e ele pode ter sido um personagem apenas secundário no processo de afastamento do padre do centro das atenções e de sua decadência, pois "enquanto se persevera em que a atividade de José Maurício decaiu, consequente das intrigas de Portugal, quase não se leva em consideração, como componente factual mais importante desse suposto declínio produtivo, o estado de saúde do padre, qualificado pelo seu colega austríaco [Neukomm], já em 1819, como arruinado". A sugestão de decadência, diante das evidências materiais, tampouco faz muito sentido em termos artísticos, pois várias de suas mais ambiciosas e importantes composições, como o Requiem e o Ofício de Finados de 1816, a Missa de Nossa Senhora do Carmo de 1818, a Missa de Santa Cecília de 1826, pertencem à fase final de sua vida. Carlos Alberto Figueiredo assinala ainda que a maior parte das interpretações contemporâneas de suas obras não são muito bem informadas em termos de autenticidade histórica, sendo antes leituras realizadas a partir de princípios estabelecidos pelo sinfonismo romântico do final do século XIX, que ainda domina as tradições musicais de grande parte das orquestras brasileiras.
À parte as polêmicas, a apreciação contemporânea o considera em consenso o maior compositor brasileiro de seu tempo e um dos principais que o país já produziu em qualquer época, reconhecido como tal mesmo em publicações estrangeiras. O padre nos anos 1950 batizou um prêmio instituído pela Biblioteca Nacional para distinguir os melhores educadores em música, é o patrono da cadeira nº 5 da Academia Brasileira de Música, deu nome a ruas e escolas em várias cidades e os Correios do Brasil lançaram um selo em sua homenagem.